# Eugenetica

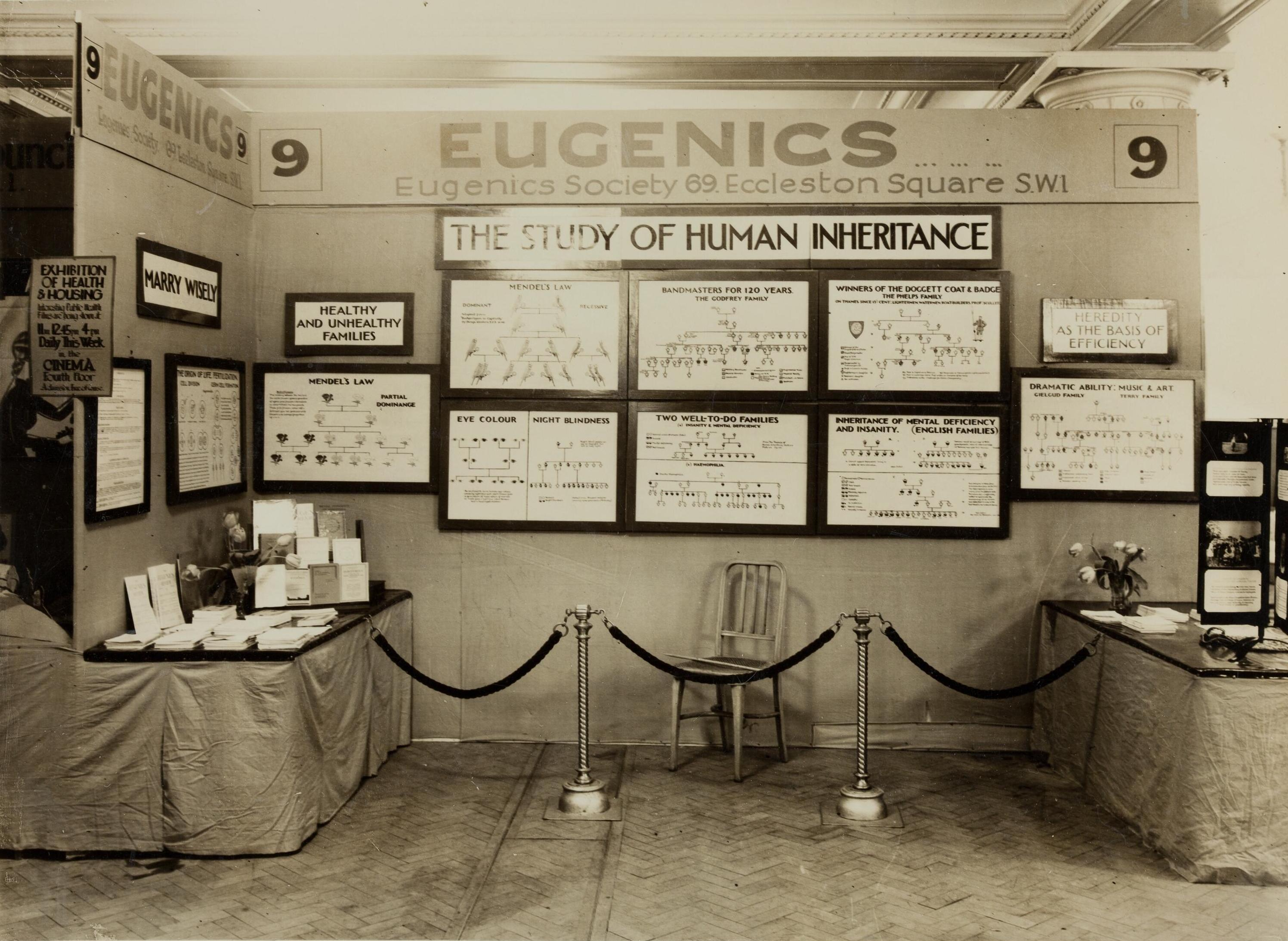
Una mostra degli anni '30 della Eugenics Society. Alcuni dei cartelli recitano "Famiglie sane e malsane", "L'ereditarietà come base dell'efficienza" e "Sposati saggiamente".

Il termine eugenetica (dal greco εὐγενής, eughenès: "ben nato", da εὖ, èu, "buono", e γένος, ghènos, "razza", "parentela", "stirpe") indica un insieme di teorie e pratiche miranti a migliorare la qualità genetica di una certa popolazione (umana).

## Descrizione

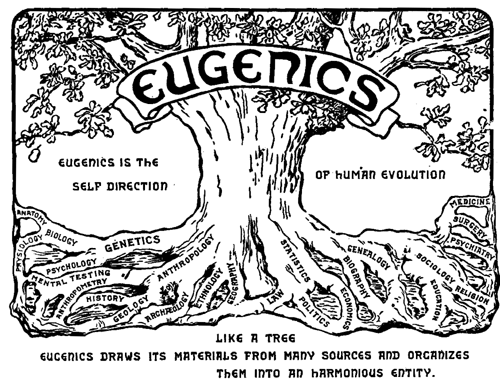
Logo del "Seconda conferenza internazionale di eugenetica" svoltosi a New York nel 1921, raffigurante l'eugenetica come un albero che riunisce in sé una varietà di campi diversi.

Nel linguaggio comune il termine si confonde spesso con l'ideologia la quale ritiene che la soluzione di problemi politici, sociali, economici o sanitari possa essere raggiunta attraverso l'adozione di pretese soluzioni eugenetiche.
La definizione esatta di "eugenetica" è stata una questione di dibattito fin dal momento in cui il termine fu coniato (seconda metà del XIX secolo).
L'articolo giornalistico del filantropo ed eugenetico statunitense Frederick Henry Osborn del 1937, Development of a Eugenic Philosophy (Sviluppo di una filosofia eugenetica) l'inquadrò come una vera e propria forma di filosofia sociale, cioè una filosofia con implicazioni nell'ordine sociale; ma anche questa definizione non viene universalmente accettata. Osborn sostenne i tassi più elevati di riproduzione sessuata presenti tra persone con tratti "maggiormente desiderabili" (eugenetica positiva) ed al contempo ridotti tassi di riproduzione - con eventuale sterilizzazione - di persone con tratti meno desiderati o "indesiderati" (eugenetica negativa).
In alternativa la selezione del gene piuttosto che quella delle persone è stata attualmente resa possibile grazie ai progressi nella modificazione artificiale del genoma umano.
Mentre i principi eugenetici sono stati praticati nel corso della storia del mondo fin dall'antica Grecia, la moderna storia dell'eugenetica ha avuto il suo inizio nei primi anni del XX secolo quando un movimento popolare eugenetico emerse nel Regno Unito, per diffondersi subito dopo in molti paesi tra cui gli Stati Uniti d'America e il Canada, oltre che nella maggior parte dei paesi europei.
In questo periodo le idee eugenetiche vennero lanciate ed acquisite in tutto lo spettro politico; conseguentemente molti paesi adottarono politiche eugenetiche con l'intento di migliorare la qualità delle risorse genetiche delle loro popolazioni. Tali programmi compresero sia misure positive, incoraggiare gli individui ritenuti particolarmente idonei a riprodursi, sia misure negative, come i divieti di matrimonio interrazziale, mescolanza razziale e sterilizzazione obbligatoria di persone ritenute inadatte alla riproduzione.
Le persone ritenute non idonee a riprodursi spesso inclusero individui con disabilità mentali o fisiche, chi otteneva un basso risultato nei test del quoziente d'intelligenza, i criminali, i devianti e i membri di gruppi minoritari sfavoriti. Il movimento eugenetico si è associato negativamente alla Germania nazista e all'Olocausto, quando molti degli imputati al processo di Norimberga tentarono di giustificare gli abusi commessi contro i diritti umani sostenendo che vi era davvero poca differenza tra i programmi dell'eugenetica nazista e quelli statunitensi.
Nei decenni successivi alla seconda guerra mondiale, con la proclamazione universale dei diritti umani, molti paesi cominciarono gradualmente ad abbandonare le politiche eugenetiche, questo anche se alcuni paesi occidentali - tra cui gli Stati Uniti - continuarono a realizzare sterilizzazioni forzate fino a metà degli anni sessanta.
Nel corso degli anni ottanta e novanta, quando furono rese disponibili nuove procedure tecnologiche di riproduzione assistita, come la surrogazione di maternità (disponibile dal 1985), la diagnosi genetica pre-implantazione (disponibile dal 1989) e il trasferimento citoplasmatico (eseguito per la prima volta nel 1996) si temette un eventuale rinnovarsi delle idee e pratiche eugenetiche, con l'emersione eclatante dell'ampliamento del divario tra ricchi e poveri del mondo.
Una critica tra le più importanti alle politiche eugenetiche è quella che, a prescindere dal fatto che vengano utilizzate politiche "positive" o "negative", esse sono suscettibili di abuso poiché i criteri di selezione vengono determinati sempre dal gruppo che detiene il potere politico in una determinata epoca. Inoltre l'eugenetica negativa in particolare può essere considerata come una violazione dei diritti umani fondamentali i quali includono anche il diritto alla riproduzione.
Una critica ulteriore è quella che afferma che le politiche eugenetiche portano ad una perdita di diversità genetica, con conseguente depressione endogamica a causa della minore variazione genetica.

## Storia
Come detto l'eugenetica - a rigore - fa riferimento allo studio dei metodi volti al perfezionamento della specie umana attraverso selezioni artificiali operate tramite la promozione dei caratteri fisici e mentali ritenuti positivi, o eugenici (genetica positiva) e la contemporanea rimozione di quelli negativi, o disgenici (genetica negativa), mediante selezione o modifica delle linee germinali, secondo le tradizionali tecniche invalse nell'allevamento animale e in agricoltura basate sulla genetica proposta da Gregor Mendel, oltre a quelle rese attualmente o potenzialmente disponibili dalla biotecnologia moderna.

### Antecedenti

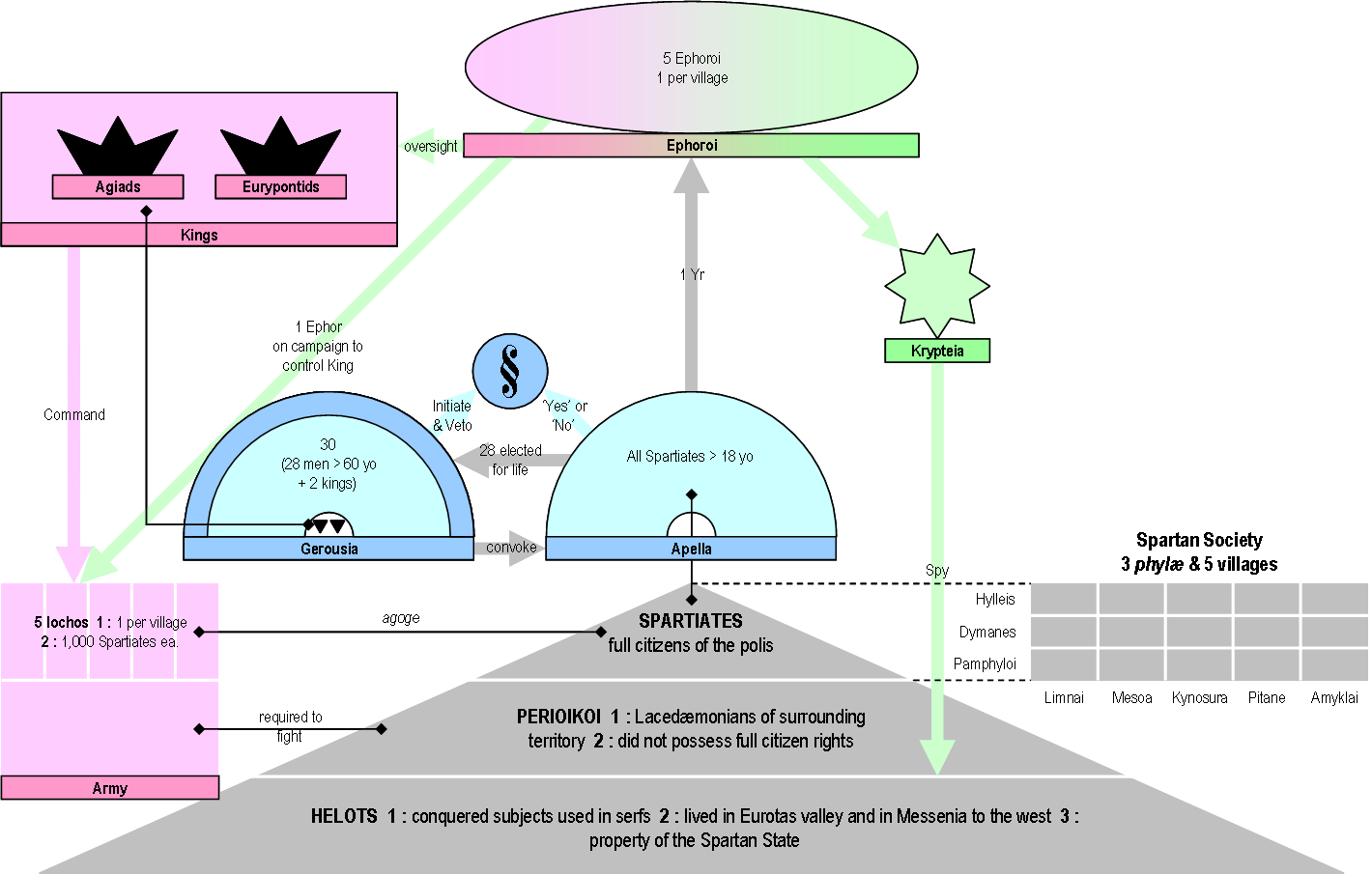
La struttura verticale della società spartana.

La selezione artificiale degli esseri umani venne suggerita almeno fin dai tempi dell'antica Grecia, in cui era conosciuta come un costume usuale (tramite l'esposizione dei neonati non sani); qualsiasi figlio appena nato avrebbe potuto essere abbandonato dai genitori secondo il proprio libero arbitrio.
Secondo Plutarco, nell'antica Sparta questo fatto era una pratica istituzionale regolata dallo Stato con l'intento di selezionare fin dalla nascita i futuri cittadini, che avrebbero dovuto essere sani e forti per poter difendere la polis.
Tuttavia, gli studiosi contemporanei ritengono che Plutarco abbia esagerato queste affermazioni e che l'esposizione dei neonati fosse tollerata, ma non istituzionalizzata.
Plutarco nella sua Vita di Licurgo (XVI, 1-2) riferisce che subito dopo la nascita il bambino veniva immerso dalla madre stessa nel vino per poter verificare la sua resistenza agli effluvi tossici dell'alcol. Se il bambino superava il test allora poteva venir presentato dal padre al "Lesjé" (il portico) e qui controllato minuziosamente da un consiglio di anziani saggi per valutarne la salute, la bellezza e la forza, che dovevano essere capaci di sopportare i rigori di una vita spartana. Se il bambino non avesse però soddisfatto questi requisiti, allora doveva essere portato all'"Apothetai" o "Apotetas" (il serbatoio di scarico) che si trovava sul lato est del Taigeto, ove veniva gettato o abbandonato. Con il sacrificio dei figli meno robusti, dei nati malati o deboli alla nascita, così come dei disabili mentali e fisici, solo il "forte" sarebbe sopravvissuto e avrebbe potuto a sua volta riprodursi. 
Secondo Plutarco:

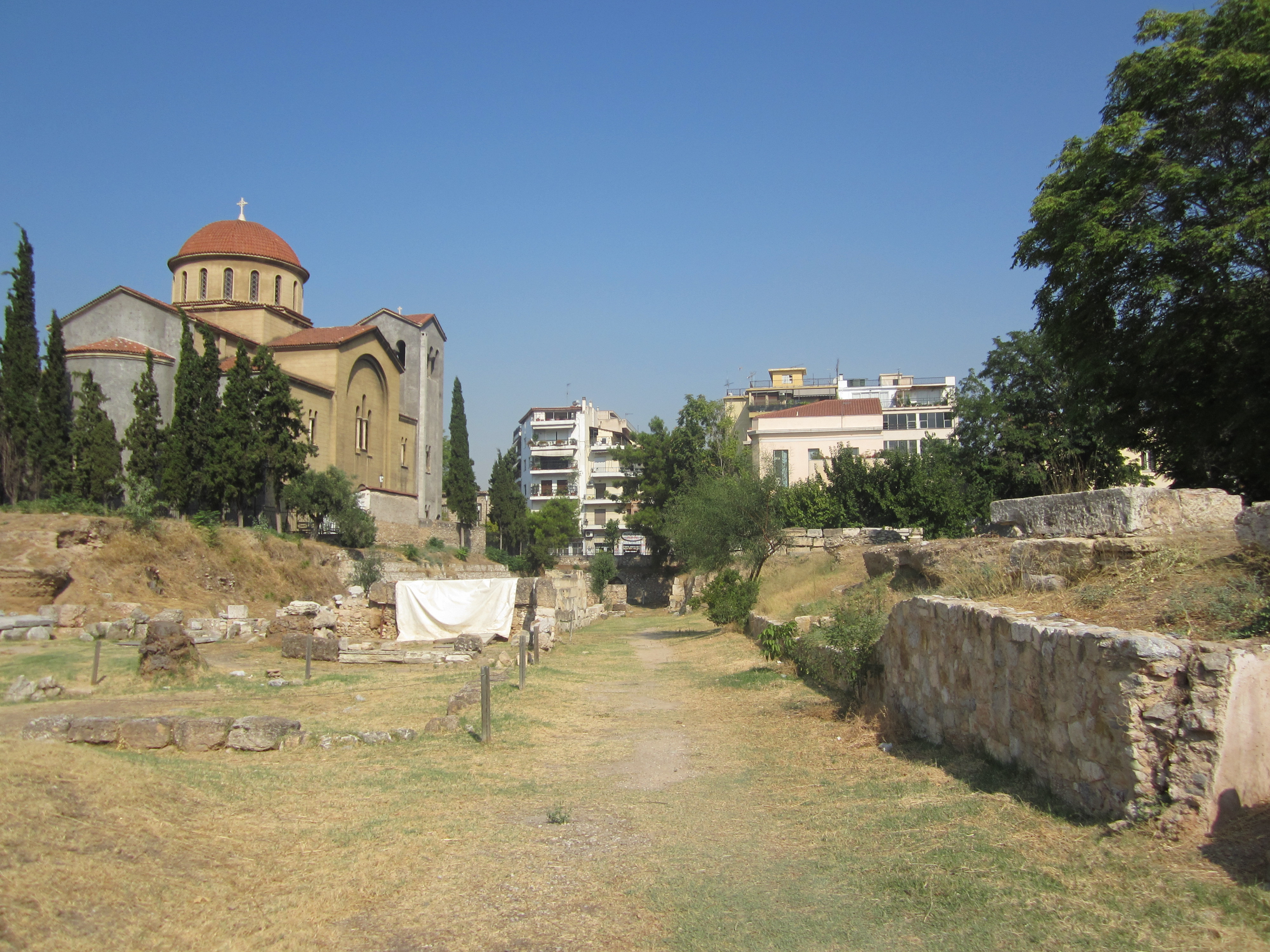
La strada antica che dal Ceramico conduce all'Accademia platonica (vista dal lato del Ceramico).

Come detto, degli scavi archeologici condotti nel 2007 paiono però smentire quest'antica leggenda; l'analisi delle ossa rinvenute nella fossa del monte avrebbe rivelato la presenza solo di adolescenti e adulti. Gli storici tuttavia concordano sul fatto che gli spartani praticassero una qualche forma di selezione, anche se forse l'eliminazione non era fisica; gli spartiati troppo deboli o vili sarebbero stati relegati al ruolo di iloti o perieci.
La stessa cosa propone Platone (storicamente l'eugenetica come campo di ricerca fu per la prima volta suggerita proprio da uno dei massimi esponenti della filosofia greca) in Politico (dialogo) (458 segg.) e più dettagliatamente ne La Repubblica, ove si stabiliscono le linee guida per regolare la vita coniugale e riproduttiva; il suo fu un concetto di eugenetica positiva volta a produrre esseri umani migliori, suggerendo l'accoppiamento selettivo per produrre una classe di "guardiani".
Il limite alla riproduzione viene decisa solo dallo Stato nella "Repubblica platonica"; essa ritiene che la procreazione di figli debba avvenire solo nel fiore della vita: le donne danno i bambini allo Stato dai venti ai quarant'anni e gli uomini fino a quando non hanno superato il primo fuoco della giovinezza, segnato a cinquantacinque anni.
Platone può essere considerato un rappresentante di ciò che oggi chiamiamo programma eugenetico totalitario o autoritario. In seguito, la sua teoria venne nominata più volte da Charles Darwin e ne influenzò le ipotesi.
Nella Politica il maggiore tra i discepoli di Platone Aristotele concorda anch'egli col suo maestro; egli considera difatti perfettamente naturale che per quanto riguarda uccidere o crescere i figli, la legge debba proibire in ogni caso l'allevamento dei "tarati" e dei "deformi". Propone inoltre che lo Stato limiti la procreazione, piuttosto che la proprietà, di modo che non si generino più di un numero prefissato di figli. Infine tiene anche conto dell'eventualità che alcuni neonati possano morire o rivelarsi in futuro sterili.
Successivamente, seguendo la tradizione, anche gli antichi romani gettarono i bambini deformi e malati dalla rupe Tarpea, un promontorio situato attualmente al centro di Roma nei pressi del Campidoglio, utilizzato anche per eseguire le condanne a morte dei criminali. La Rupe, un ripido pendio dell'antica Roma, sulla cima meridionale del Campidoglio da cui si affacciava l'antico Foro Romano. Durante tutto il periodo della Repubblica romana fu utilizzata come luogo di esecuzione di assassini e traditori, i quali venivano scagliati da essa.
Il Cristianesimo medioevale, dando per scontata la degenerazione umana dovuta al peccato originale, lasciò alla sfera ultraterrena ogni possibilità di "miglioramento". In particolare il battesimo cristiano conferiva uguale dignità a tutti gli esseri umani.
Nel corso del Rinascimento il filosofo italiano Tommaso Campanella, nella sua prospettiva utopica de La città del Sole, sostenne l'opportunità di combinare i matrimoni e controllare la vita sessuale dei cittadini.
In Spagna e in Portogallo a partire dalla fine del Quattrocento si affermò la nozione di limpieza de sangre "purezza di sangue": il significato rinvia alla qualità dei cosiddetti «vecchi cristiani» in contrapposizione ai «nuovi cristiani» , discendenti dagli ebrei (conversos) e dai musulmani convertiti (moriscos), spesso con la forza, di cui si dubitava la sincera accettazione del credo. La richiesta di "purezza del sangue" si basava sulla teoria dei fluidi corporei, secondo la quale tutti i fluidi corporei, e in particolar modo il sangue, possiedono alcune qualità morali e trasmettono queste qualità morali alla discendenza . L'ossessione della "purezza del sangue" si trascinò per tutto il Cinquecento e il Seicento.
Tra il XVIII e il XIX secolo si affermò la frenologia, una disciplina in seguito considerata come non scientifica la quale sosteneva di riuscire ad individuare dalla forma del cranio le più intime tendenze psicologiche delle persone, in primis la propensione alla "devianza" e alla criminalità.

### Le origini dell'eugenetica galtoniana

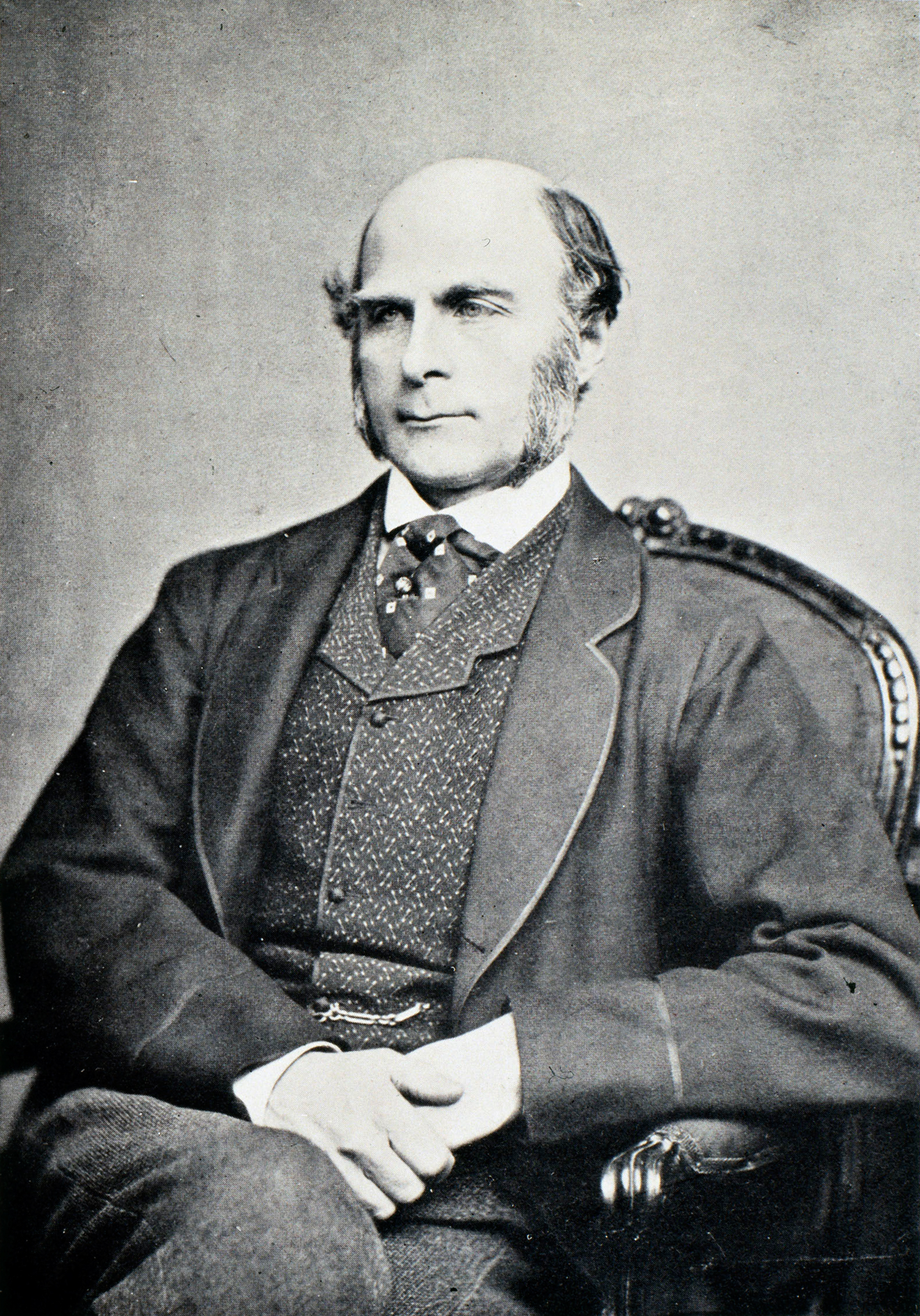
Francis Galton fu uno dei primi eugenetici, coniò il termine stesso e diffuse la collocazione eugenetica delle parole "natura e nutrimento" (nature and nurture).

L'idea di un'eugenetica negativa con l'intento di far diminuire le nascite di esseri umani "inferiori" è esistita almeno fin da quando il ginecologo statunitense William Goodell (1829-1894) sostenne la castrazione e l'eliminazione dei pazzi (gli "insani").
L'idea di un progetto moderno di miglioramento della popolazione umana attraverso una comprensione statistica dell'ereditarietà, incoraggiata da un buon "allevamento", venne originariamente sviluppata durante gli anni sessanta del XIX secolo dall'antropologo, sociologo e psicologo britannico Sir Francis Galton (cugino di Darwin attraverso Erasmus Darwin) ed inizialmente rimase strettamente collegata al darwinismo e alla sua teoria della selezione naturale; egli teorizzò il miglioramento progressivo della razza secondo criteri analoghi a quelli dell'evoluzione biologica.
Galton era venuto a conoscenza della teoria evoluzionistica la quale cercava di spiegare lo sviluppo di specie vegetali e animali, ed ebbe immediatamente il desiderio di poterla applicare anche agli esseri umani. Sulla base dei suoi studi biografici Galton credette che le qualità umane più desiderabili avessero dei tratti ereditari, anche se Darwin fu fortemente in disaccordo con questa elaborazione della sua teoria; egli invece sostenne con forza che fosse necessario un intervento delle istituzioni a questo fine, mediante l'incrocio selettivo degli individui maggiormente adatti.
Già alla fine degli anni cinquanta la lettura de L'origine della specie rafforzò la sua convinzione "selezionista". Nel 1869 in Hereditary Genius (uno studio consacrato al genio dei grandi uomini britannici), concluse con la convinzione del carattere ereditario dei tratti del "genio".
Nel 1883, un anno dopo la morte del cugino naturalista, Galton diede alla sua ricerca un nome preciso: eugenetica (termine tratto del greco classico). Con l'introduzione del campo genetico, l'eugenetica si basò essenzialmente su un'ideologia di determinismo biologico in cui il carattere umano era dovuto interamente ai geni, non influenzabili quindi dall'educazione o dalle condizioni di vita. Molti dei primi genetisti non furono darwiniani e d'altra parte la teoria dell'evoluzione non era più necessaria per le politiche eugenetiche basate sul determinismo genetico. Per tutto il corso della sua storia iniziale l'eugenetica rimase un argomento altamente controverso.

### Eugenetica, spencerismo e pensiero evoluzionista
In principio l'eugenetica (o "galtonismo") venne spesso confusa con lo spencerismo. Il filosofo britannico Herbert Spencer prese a prestito i concetti chiave dell'evoluzionismo darwiniano e li applicò alle scienze sociali, sostenendo l'opportunità e la necessità delle differenze sociali allo scopo di assecondare il naturale processo di selezione dei più adatti.; fu un teorico del darwinismo sociale.
Ora, il "galtonismo" è una concezione conservatrice o neoconservatrice dell'evoluzione sociale; si tratta pertanto di "forzare" la selezione naturale in "selezione artificiale" contro i presunti mali che compromettono gli individui e i gruppi (la "degenerazione"). Mentre lo spencerismo è una concezione liberale dell'evoluzione sociale; lasciare pertanto che la selezione naturale all'interno della società permetta una rigenerazione della società stessa, eliminando in maniera del tutto naturale - ma senza alcun aiuto proveniente dall'esterno - i meno adattabili all'ambiente sociale.
Spencerismo e galtonismo sono pensieri evolutivi la cui base centrale comune è soltanto la selezione naturale, anche se altri fattori vengono coinvolti nell'evoluzione della natura e della società.

### La preoccupazione per la "degenerazione"
Per il filosofo francese contemporaneo Jean-Paul Thomas "l'eugenetica è totalmente dominata dall'ossessione nei confronti della decadenza". Nel contesto della rivoluzione industriale, che produsse un movimento verso l'urbanizzazione e la proletarizzazione delle popolazioni di più basso ceto sociale, la proliferazione disorganizzata delle classi lavoratrici fu causa di profonda preoccupazione per l'Élite dell'era vittoriana (1873-1901).
I problemi sociali e di salute che sembrarono connaturati al proletariato (tubercolosi, sifilide, alcolismo) i quali si moltiplicarono nel Regno Unito apparvero come le manifestazioni di una contaminazione della specie umana di difetti congeniti prodotti dai segmenti più poveri della popolazione. Anche grazie al successo ottenuto dalle teorie del malthusianesimo la differenza di fertilità tra le classi richiamò l'attenzione degli scienziati britannici.
Galton non fece eccezione alla regola. In ultima analisi le persone più povere, concepite come "naturalmente inferiori", gli sembrarono essere irrimediabilmente sopraffatti dai rappresentanti delle classi sociali superiori le quali combinavano le caratteristiche fisiche, intellettuali e morali più alte ed elevate.

### La separazione sociale
Per Galton le classi sociali possiedono qualità trasmissibili ereditariamente. La conservazione delle qualità di "buona stirpe" avrebbe dunque richiesto di evitare la commistione di sangue tra gruppi familiari diversi, che avrebbe potuto condurre solamente alla scomparsa dei caratteri migliori della razza umana. Questa rappresentazione del mondo esisteva ancora prima che gli studi eugenetici lo portassero a riflettere sulle differenze sociali in ambito strettamente biologico.
La prima teoria eugenetica promuove esplicitamente un modello di uomo che corrisponde per l'appunto al gruppo sociale da cui proveniva Galton; l'élite della società britannica fu rappresentata per lui dai liberi professionisti, dalle antiche famiglie dell'aristocrazia terriera e dagli scienziati. Le nuove ricchezze, costruite per l'industria e il commercio, non trovano invece alcun favore ai suoi occhi.
Politicamente l'eugenetica galtoniana appare come una teoria difensiva che ha lo scopo primario di proteggere un gruppo sociale definito contro la minaccia proveniente per l'appunto dagli strati più bassi della popolazione; sotto l'apparenza di natura scientifica essa ricerca difatti la preservazione ed il mantenimento dell'ordine sociale vigente, il quale esige limiti severi per le unioni tra individui di contesti sociali differenti.

### La civilizzazione contro la selezione naturale
I primi eugenetici trovarono nella lettura de L'origine delle specie lo stimolo a indirizzarsi verso la conclusione delle proprie teorie riguardanti la specie umana, una chiave esplicativa per la loro ossessione nei confronti della decadenza. Dalla loro prospettiva l'intera opera di civilizzazione, bloccando i meccanismi della selezione naturale, non poteva far altro che condurre alla rovina: i poveri, i malati, i deboli in generale, tutti coloro che vengono assistiti e protetti in quanto non autosufficienti, costituiscono i primi tra i loro obiettivi.
Per la filosofa e scienziata francese Clémence Royer, libera pensatrice e prima traduttrice di Charles Darwin in lingua francese, la carità cristiana e i valori della solidarietà che hanno trovato un così ampio e fecondo sviluppo all'interno delle idee democratiche, non possono fare altro che portare alla degenerazione della razza umana.
Galton condivise in gran parte le posizioni di Royer; come molti dei suoi colleghi eugenetici venuti dopo di lui anch'egli si convertì all'eugenetica a seguito della lettura dell'opera del cugino, conducendolo però anche ad un feroce anticristianesimo. Sul piano più eminentemente politico, anche se non abbracciò esplicitamente il credo dell'antropologo francese razzista e antisemita Georges Vacher de Lapouge, che intese sostituire la formula rivoluzionaria "libertà, uguaglianza, fraternità" con "determinismo, disuguaglianza, selezione", in netto contrasto con i principi di uguaglianza naturale e quindi anche politica degli esseri umani, vi si avvicinò molto.

### La scienza alleata del progresso sociale?
Nonostante la costante minaccia di degenerazione, l'eugenetica fu segnata anche da un certo ottimismo (vedi scientismo), sempre a patto però che l'uomo si degnasse di mettere in pratica gli insegnamenti scientifici. La salvezza della civiltà occidentale implicò in ogni caso la considerazione, da parte degli scienziati, dei diritti politici acquisiti. Galton nutrì forti speranze in campo scientifico, presentate sempre come un sostituto preferibile alle religioni tradizionali.
Vacher de Lapouge riassume bene quest'idea, centrale per la prima eugenetica, quando afferma che "è la scienza che ci darà la nuova religione, la nuova moralità e la nuova politica". Se le regolamentazioni sociali vengono a perturbare il processo di selezione naturale, allora risulta necessario mettere in pratica l'eugenetica - che prende il posto della Natura - con misure selettive essenziali per l'evoluzione della specie umana, anche se non necessariamente ovunque con gli stessi mezzi.

### Il paradigma dell'ereditarietà
L'eugenetica si basò, come la nascente genetica, sulla convinzione che le capacità e le attitudini umane sono determinate da tratti biologici trasmessi. Al momento della prima formulazione dell'eugenetica da parte di Galton, il lavoro svolto da Gregor Mendel non era ancora del tutto noto alla comunità scientifica. La conoscenza delle leggi dell'ereditarietà si fondavano solo sull'esperienza pratica degli agricoltori nella scelta delle migliori varietà vegetali ed animali.
Tutta l'ambizione di Galton fu quella di poter dimostrare l'ereditarietà della "capacità naturali" dell'uomo e di comprenderne il meccanismo di trasmissione, il tutto con l'obiettivo dichiarato di trovare dei modi per "migliorare la razza umana" sul modello dell'allevamento degli animali. Nel 1869 gli sembrò "del tutto possibile produrre una razza umana sovradotata attraverso matrimoni programmati durante diverse generazioni consecutive".
Il suo desiderio di scoprire le leggi dell'ereditarietà, le quali soltanto avrebbero potuto consentire di dare una base scientifica al suo progetto di miglioramento, gli fece adottare un approccio statistico, l'unico possibile in quel momento nel campo della biologia, sulla base della gaussiana distribuzione normale; la densità di distribuzione la quale disegna una curva (la funzione gaussiana) a semicerchio verso l'alto.
Egli applicò la "distribuzione normale" alla popolazione sotto esame, come fece poco prima di lui anche il belga Adolphe Quetelet. Misurò quindi la variazione, rispetto alla media dei vari elementi, del profumo di una generazione di piselli (il Pisum sativum); cominciò poi a raccogliere i dati sulle costituzioni fisiche e il peso della popolazione britannica, per poter applicare i suoi risultati anche agli esseri umani.
La cosa più importante risiede nei presupposti del suo approccio. Galton applica un sistema esplicativo molto differente rispetto al suo collega belga; laddove Quetelet dedusse regolarità statistiche osservando "cause morali costanti", Galton dedusse invariabilmente l'origine biologica ed ereditaria dei fenomeni che studiava. Nonostante il metodo innovativo i risultati si rivelarono però assai scarsi; nel 1892 riconobbe che "il grande problema riguardante il miglioramento della razza umana non è ancora andato oltre il semplice interesse accademico".

## Tra la scienza e l'ideologia

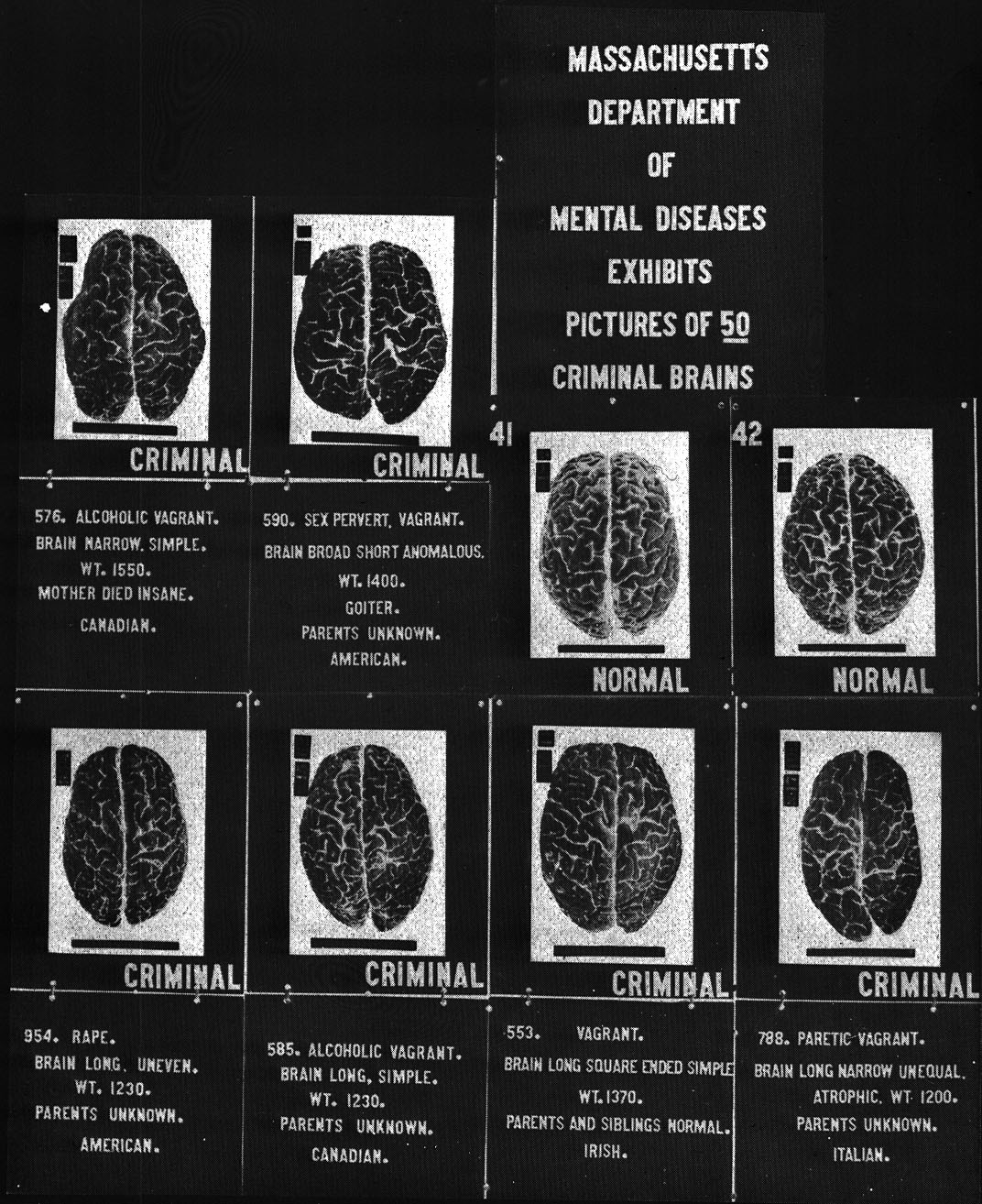
Immagine degli anni venti che tenta di associare le tipologie di cervello al comportamento criminale. La teoria è chiamata "determinismo biologico-ereditario".

Gran parte del successo iniziale dell'eugenetica è dovuto ai suoi stretti legami con le principali correnti ideologiche esistenti alla fine del XIX secolo; l'evoluzionismo, lo spencerismo liberale, ma anche il socialismo scientifico, il malthusianesimo, il darwinismo sociale fino a giungere al razzismo. Tutte queste forme di pensiero si ritrovarono articolate nell'eugenetica e, proprio come tutte queste ideologie, anche l'eugenetica ha tratto la propria legittimità dal suo presunto rapporto con la scienza.
L'eugenetica può quindi esser considerata a tutti gli effetti come un'"ideologia scientifica", nel senso attribuitogli dal filosofo ed epistemologo francese Georges Canguilhem: essa si basa sulla scienza stabilita che utilizza il suo prestigio acquisito per legittimare un certo progetto politico, mischiando l'azione eugenetica con le ipotesi biologiche sulla "scienza dell'ereditarietà", utilizzando lo stesso approccio statistico della popolazione.
Per lo storico della scienza André Pichot tuttavia questo rapporto non è inequivocabile; se la scienza biologica partecipa alla legittimazione della dottrina eugenetica, in cambio una tale dottrina rafforza il ruolo sociale della scienza. Il progetto eugenetico partecipa alla costruzione dell'immagine che la scienza della fine del XIX secolo ha di se stessa e che vuole riflettere al resto della società: l'eugenetica si affaccia, a lato della vaccinazione o dell'elettricità, tra i benefici che la scienza intende offrire all'umanità. La genetica nascente e ancora incerta nei suoi primi passi trova in essa la chiave del suo progetto di ricerca e la sua giustificazione ideologica.

### La scienza

#### Darwin e l'eugenetica

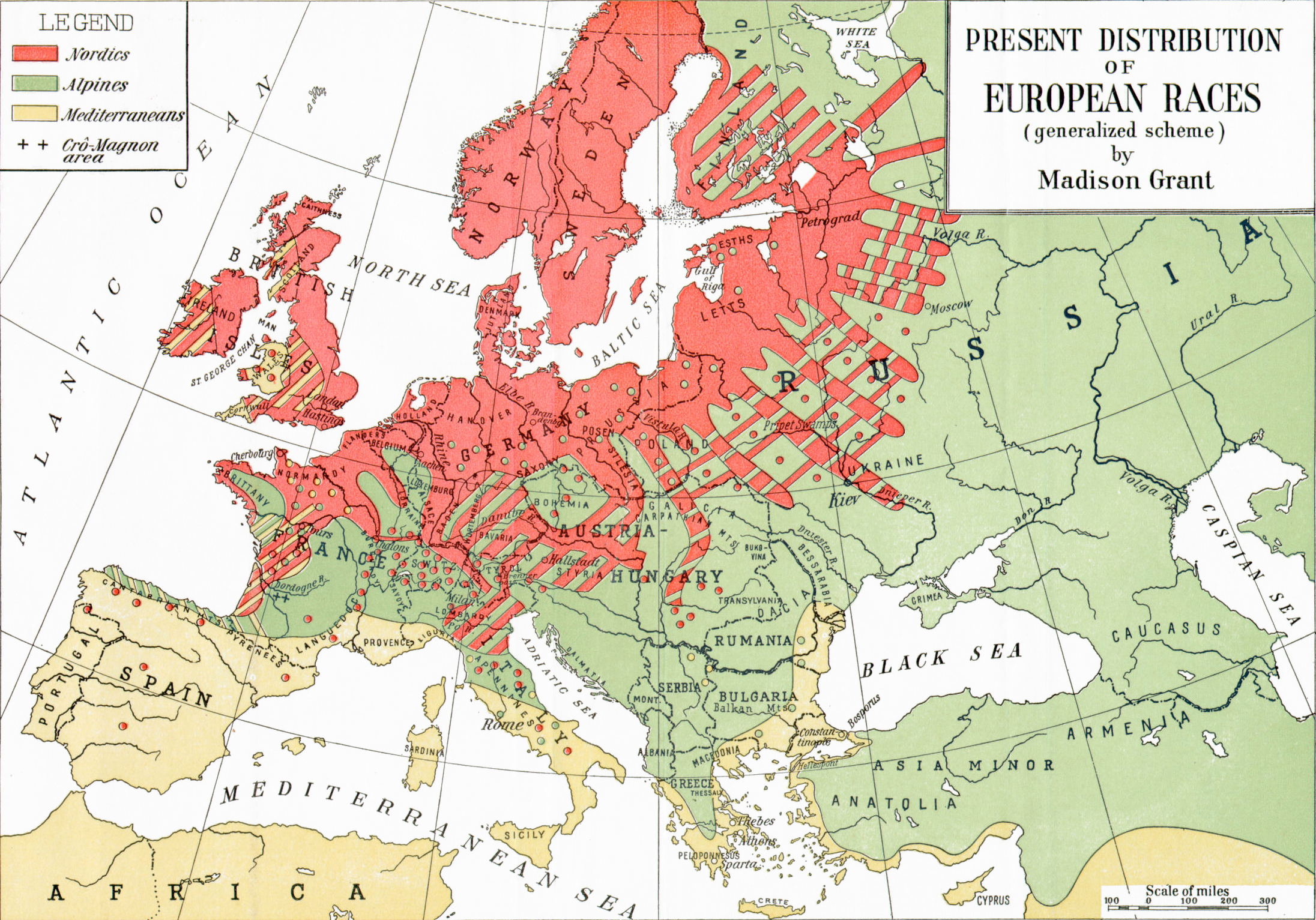
Present Distribution of the European Races. Mappa dell'eugenetico statunitense Madison Grant tratta da una sua opera del 1916, The Passing of the Great Race. Rappresenta la presunta distribuzione delle diverse razze europee.

Prima ancora della definizione del termine eugenetica Galton venne fortemente ispirato dalla teoria evoluzionistica darwiniana, obbligando lo stesso Charles Darwin a pronunciarsi sulla questione della dottrina eugenetica nascente. Nel suo libro L'origine dell'uomo e la selezione sessuale (1871) l'autore riprende le conclusioni effettuate dal cugino sull'ereditarietà dichiarando quantomeno probabile che il talento ed il genio nell'uomo fossero ereditari. Gli sembrò anche possibile che le tutele sociali concesse ai più deboli e bisognosi fossero in netta contrapposizione con la selezione naturale.
Egli rifiutò tuttavia di adottare le conclusioni politiche di Galton, ponendo lo spirito di fratellanza umana al di sopra delle leggi scientifiche: "non possiamo limitare la nostra simpatia e vicinanza, neanche ammettendo l'inflessibilità della ragione di una nostra legge, senza creare un pregiudizio nella parte più nobile della nostra natura".
Fu solo dopo la morte del cugino avvenuta nel 1882 che Galton cominciò a chiamare eugenetica la propria filosofia sociale; tuttavia il nome di Darwin gli rimase incollato in modo permanente a causa del coinvolgimento della sua famiglia; lo stesso Galton, il figlio di Darwin Leonard, che fu uno degli sviluppatori più influenti del pensiero eugenetico nel Regno Unito; oltre che come principale sostenitrice dello sviluppo della dottrina darwinista. Il lavoro compiuto da Galton sigillò realmente un'unione duratura tra la scienza in generale, la genetica in particolare e la dottrina eugenetica.

#### La genetica delle popolazioni

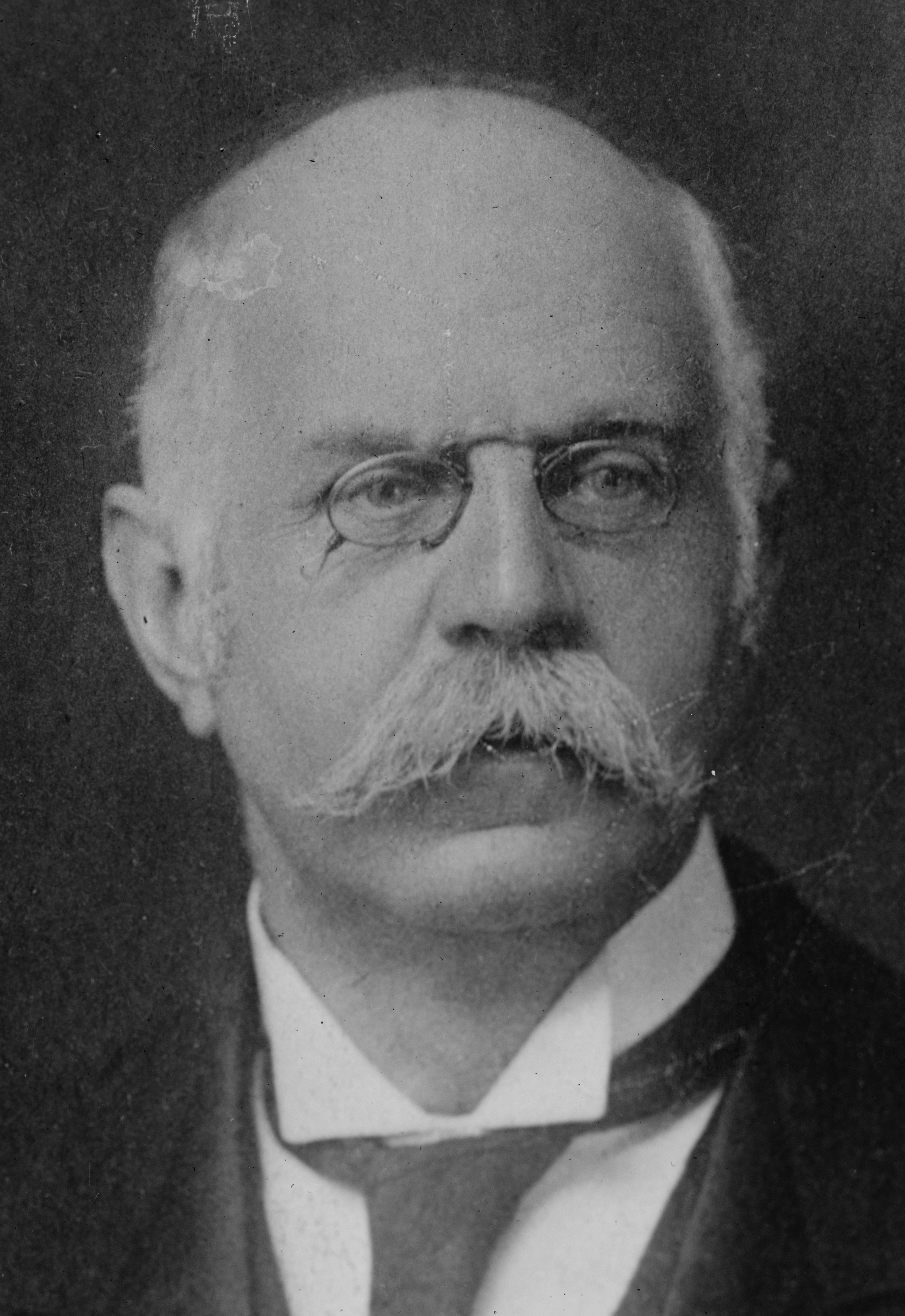
Leonard Darwin, quartogenito di Charles Darwin, fu presidente della "Società eugenetica britannica" dal 1911 fino al 1928.

Per André Pichot e Troy Duster il successo dell'eugenetica, amplificatosi all'inizio del XX secolo, fu in parte prodotto da causa interne nella storia della scienza, in particolare dalla preponderanza della genetica delle popolazioni nel campo della biologia.
L'approccio di Galton, che diventerà la biometria con l'apporto di Karl Pearson, pone difatti le basi della genetica delle popolazioni la quale rimarrà, con la sua variante mendeliana, l'approccio dominante nel campo della genetica fino alla seconda guerra mondiale. La genetica delle popolazioni si imposta l'obiettivo di scoprire le leggi del modello darwiniano dell'evoluzione sulla base di modelli statistici.
Le sue due principali linee di ricerca sono lo studio della frequenza di una versione genica in una popolazione (frequenza allelica) ed il ruolo svolto dalla selezione naturale in questa ripartizione. Sulla sua base la teoria dell'evoluzionismo ha sperimentato importanti sviluppi, fino alla moderna sintesi evolutiva (o neodarwinimo), che rappresenta ancor oggi lo schema esplicativo dominante.
Eugenetica e genetica delle popolazioni, le cui origini sono legate alle figure di Galton e Pearson, ebbero quindi preoccupazioni e metodi molto simili; fu grazie all'utilizzo dello studio statistico di vasti segmenti di popolazione che vennero scoperte le leggi che governano l'evoluzione. Molti dei maggiori rappresentanti della genetica delle popolazioni della prima metà del XX secolo espresse anche convinzioni eugenetiche, con posizioni spesso apertamente militanti nelle principali organizzazioni del movimento.
Il biologo August Weismann, autore della teoria del germoplasma, fu uno dei membri della società per l'igiene razziale tedesca. Lo statunitense Charles Davenport, uno dei principali promotori della teoria mendeliana negli Stati Uniti, fu anche uno dei principali leader dell'eugenetica americana. I celebri biologi Julian Huxley, John Burdon Sanderson Haldane e Ronald Fisher - quest'ultimo ritenuto uno dei padri fondatori della genetica moderna - intrapresero nel frattempo una campagna per un'eugenetica meno dura, che viene descritta come "riformista".
Al di là del campo più prettamente biologico l'inventore Alexander Graham Bell o l'agronomo statunitense Luther Burbank, furono influenti ed attivi militanti eugenetici. Nella Terza Repubblica Francese i più importanti scienziati eugenetici furono il premio Nobel per la medicina Alexis Carrel e Charles Robert Richet.

### Convergenze ideologiche

#### Il razzismo

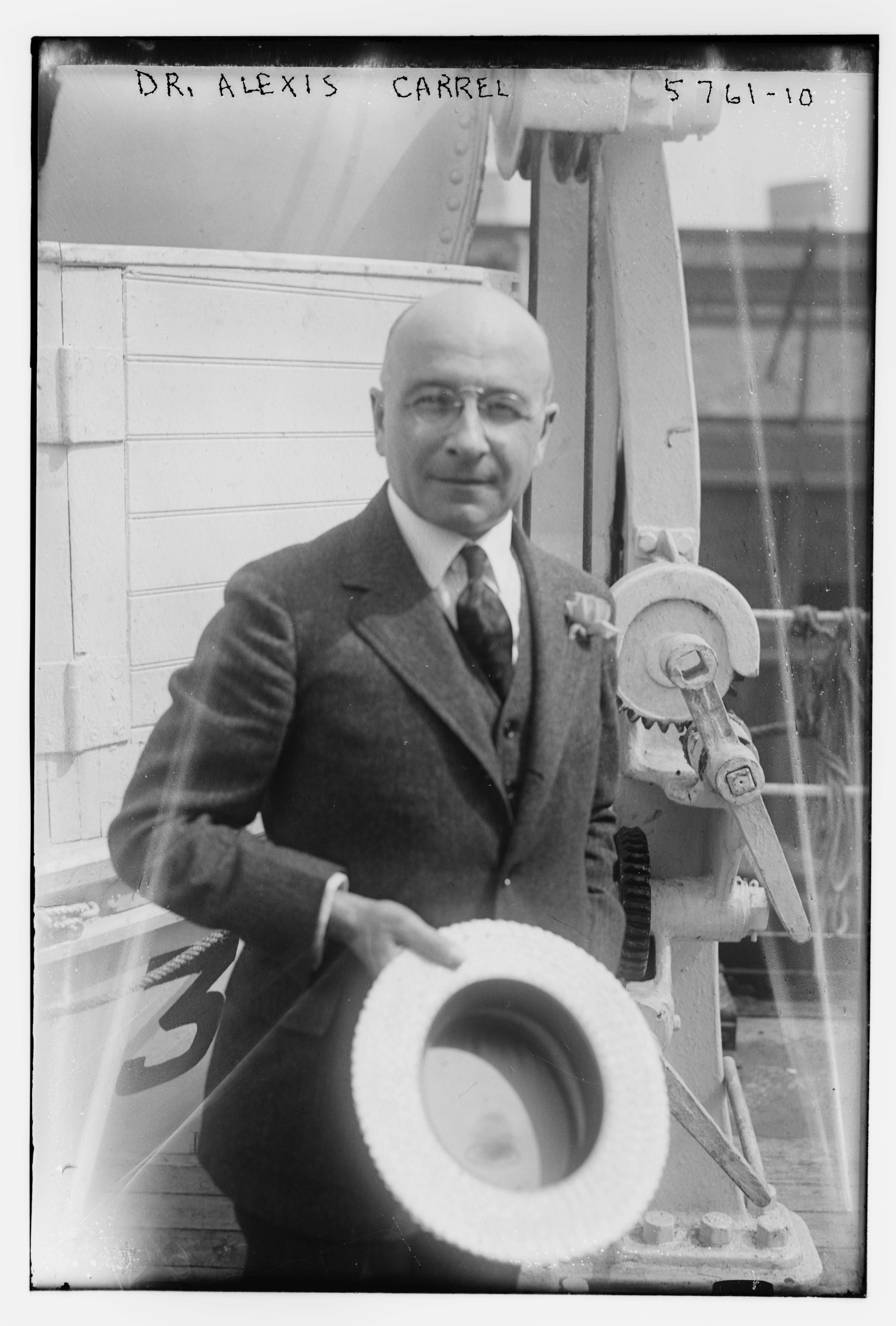
Il chirurgo e biologo francese Alexis Carrel, Premio Nobel per la medicina nel 1912, ottenne un successo internazionale con il suo saggio eugenetico intitolato L'homme, cet inconnu del 1935.

Fin dall'inizio l'eugenetica galtoniana è impregnata del razzismo del suo promotore, i cui pregiudizi iniziali vennero rafforzati dal viaggio compiuto in Sudafrica nel 1850. Il razzismo e l'eugenetica spesso si mescolano negli argomenti degli eugenetici conservatori, soprattutto quando si affronta la questione dell'immigrazione. Galton, come molti dei suoi contemporanei, assunse il fatto di essere inglese come "condizione razziale" privilegiata; questo pensiero, risalente ai primi anni cinquanta, non può dunque essere stato in alcun modo influenzato dalle idee di Charles Darwin, pubblicate per la prima volta nel 1859.
All'inizio del XX secolo la preoccupazione nei riguardi del "deterioramento nazionale" venne rafforzata dalla creazione di strumenti statistici per la misurazione dei giovani coscritti. Sulla base di queste cifre si ritrova regolarmente una "degenerazione fisica ed intellettuale" della popolazione, con un'inquietudine rivolta particolarmente alle differenze dei tassi di fecondità tra i popoli di "razza nordica" e i recenti migranti provenienti dall'Europa orientale. La paura nei confronti della fecondità delle classi popolari si accompagna a preoccupazioni circa gl'immigrati cattolici irlandesi, ebrei-polacchi, russi e finanche tedeschi meridionali, alimentando un antisemitismo sempre latente, ma vi furono coinvolti anche elementi più tardi come il Conflitto nordirlandese.
Oltreoceano la preoccupazione risultò essere ancora più forte e condusse ad una severa limitazione dell'immigrazione, soprattutto contro polacchi, russi, Askenaziti, ungheresi e italiani. Gli eugenetici si trovarono in prima linea nella lotta per ottenere legislazioni fortemente anti-immigrazione. Per il celebre economista Irving Fisher il focalizzarsi dell'attenzione pubblica sulle questioni migratorie "è stata una grande opportunità per portare la gente comune ad interessarsi attivamente all'eugenetica"

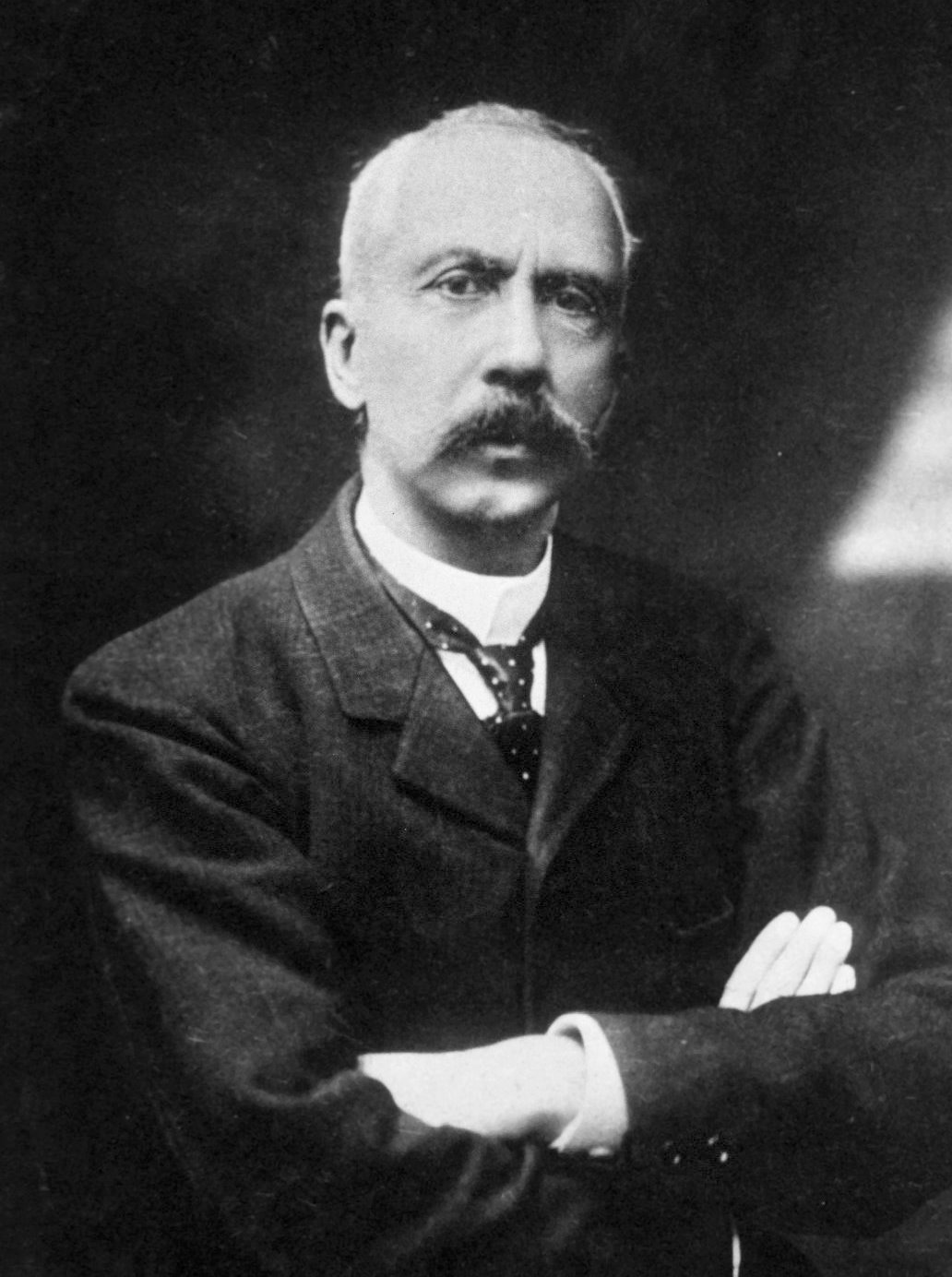
Charles Robert Richet, Premio Nobel per la medicina nel 1913, fu presidente della "Società francese di eugenetica" dal 1920 al 1926.

Situato in una prospettiva più ampia rispetto alla semplice proclamazione del dovere di difendere la "purezza della razza" il progetto di molti eugenetici fu comunque quello di migliorare le capacità del genere umano nel suo complesso. Per Charles Richet, premio Nobel per la medicina nel 1913 "quando si tratta di razza gialla e, a maggior ragione, della razza nera, per poter preservare e, soprattutto, per aumentare la nostra forza mentale, si dovrà praticare non la selezione individuale - come accade con i nostri fratelli bianchi - ma la selezione specifica, eliminando risolutamente qualsiasi mescolanza razziale con le razze inferiori". Risulta pertanto essere necessario che una qualche autorità porti all'"eliminazione delle razze inferiori e di tutti gli anormali".
Il regime nazista consumò tragicamente il matrimonio tra razzismo ed eugenetica, colpendo con le sue leggi di sterilizzazione innanzitutto i mulatti nati durante l'Occupazione della Ruhr da parte delle truppe coloniali francesi nel 1923, un fatto denunciato come "vergogna negra", e questo prima ancora dell'avvento del nazionalsocialismo; poi con l'applicazione metodica del programma per l'eliminazione delle "razze inferiori"; nell'impero tedesco la concezione razzista venne introdotta dalla medicina all'inizio del XX secolo nella sua qualità di "igiene razziale" (termine coniato dal dottor Alfred Ploetz).
Il sociologo tedesco Théo Welfringer non ha mancato di sottolineare gli stretti legami intercorrenti tra medicina e razzismo in questo particolare periodo storico, giungendo ad affermare che l'eugenetica non è altro che una forma di razzismo di tipo medico.

#### Dimensioni igieniste ed estetiche
L'eugenetica si accorda molto bene in gran parte anche con il disgusto provato verso il disordine, la sporcizia e la materialità organica, che ha accompagnato gli igienisti nelle società occidentali. L'ossessione per il culto del corpo perfetto, incarnata nella costruzione di stereotipi nazionali virili costituì un secondo aspetto di questo rinnovato rapporto nei confronti dell'aspetto fisico. Il nazismo prese in considerazione questo principio fin dai suoi albori, riflettendo la legislazione che avrebbe condotto all'eliminazione dei prigionieri comuni più "brutti": l'ebreo, per sua intima natura, sarebbe difatti principalmente brutto: un tale concetto fu parte integrante dell'opera di demonizzazione nei suoi confronti.

## Politiche eugenetiche applicate (1890-1945)

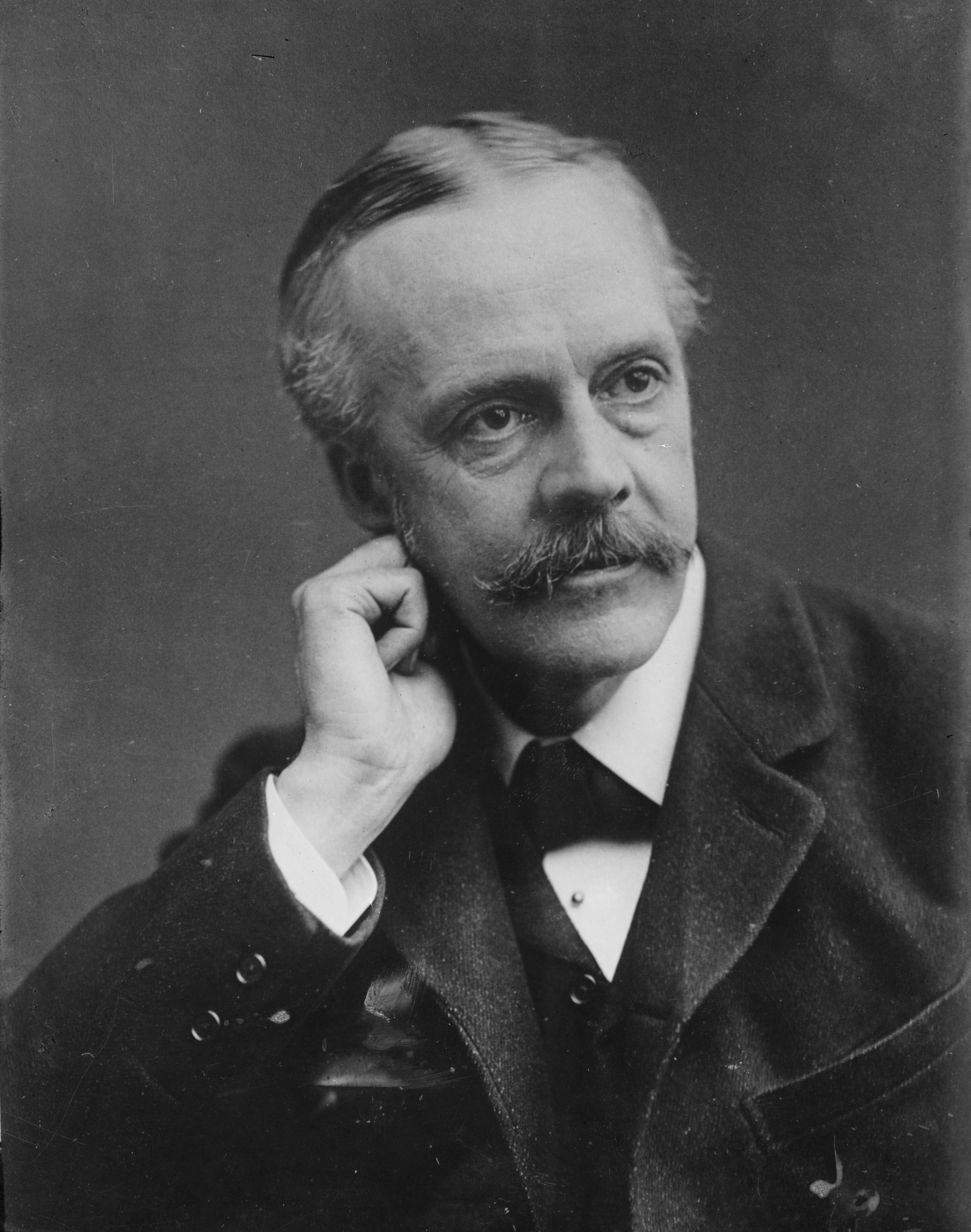
L'ex Primo ministro del Regno Unito Arthur James Balfour pronunciò il discorso d'apertura alla "Prima conferenza internazionale di eugenetica" tenutasi nel 1912 a Londra.

Uno dei primi sostenitori moderni delle idee eugenetiche (prima ancora della loro classificazione come tali) fu Alexander Graham Bell. Nel 1881 Bell indagò il tasso di sordità sugli abitanti di Martha's Vineyard nel Massachusetts; da questo lavoro concluse che la sordità fosse ereditaria in natura e raccomandò il divieto di matrimonio per i sordi, cosa a dir poco contraddittoria in quanto egli stesso era sposato con una sorda. Come molti altri dei primi eugenetici propose un ferreo controllo dell'immigrazione a fini eugenetici e avvertì che gli istituti per sordi avrebbero potuto eventualmente essere considerati come luogo di allevamento di una "razza umana del tutto sorda".
Lungi dall'essere confinato in una ristretta cerchia di credenti o di scienziati marginali, la dottrina eugenetica si diffuse gradualmente fino al grande pubblico. All'inizio del XX secolo il termine era oramai usato correntemente (si parlò ad esempio di "matrimonio eugenetico", per indicare l'unione basata sulle teorizzazoni eugenetiche) con numerose dimostrazioni e manifestazioni atte a promuoverne la dottrina incontrarono un'ampia eco.
Galton stesso venne nominato cavaliere nel 1909 e l'anno seguente ricevette il prestigioso riconoscimento della Medaglia Copley da parte della Royal Society; egli fu il primo organizzatore di un movimento che divenne in brevissimo tempo internazionale. Nel 1912, a Londra, il discorso d'apertura e benvenuto della "Prima conferenza internazionale di eugenetica" venne pronunciato dall'ex primo ministro del Regno Unito Arthur James Balfour.
L'eugenetica divenne presto una disciplina accademica in molti college ed istituti universitari e cominciò a ricevere ampi finanziamenti provenienti dalle fonti più disparate. Vennero create organizzazioni con l'intento di accaparrarsi il sostegno dell'opinione pubblica, ondeggiante verso i valori eugenetici "responsabili" della genitorialità; tra queste l'"Eugenics Education Society" (il futuro Galton institute) britannica nel 1907 e l'"American Eugenics Society" (la futura Society for Biodemography and Social Biology) nel 1921. Entrambe cercarono il sostegno dei maggiori uomini di Chiesa, modificando in parte il loro messaggio per poter soddisfare gli ideali religiosi predominanti.
Nel 1909 i sacerdoti appartenenti all'anglicanesimo William Inge e James Peile scrissero entrambi per la Società eugenetica britannica. Inge venne inoltre invitato a parlare all'"International Eugenics Conference" nel 1921; l'incontro ottenne anche l'approvazione esplicita dell'arcivescovo del cattolicesimo romano di New York Patrick Joseph Hayes.
Le tre "Conferenze internazionali di eugenetica" presentarono una piattaforma globale per gli eugenetici con incontri nel 1912 a Londra (con la presenza di una folta delegazione di scienziati italiani, ispirati anche dalle teorie degenerazioniste di Cesare Lombroso.) e nel 1921 e nel 1932 a New York. Le politiche eugenetiche furono per la prima volta implementate nei primi anni del XX secolo negli Stati Uniti d'America, ma si radicarono ed attecchirono velocemente anche nella Terza Repubblica Francese, nell'impero tedesco e in Gran Bretagna. La teoria ebbe grande successo, grazie anche alla forte impostazione positivista della scienza e all'ideale imperante di progresso della civiltà.
Più tardi, nel corso degli anni venti e trenta, la politica eugenetica di sterilizzazione obbligatoria di alcuni pazienti mentali venne implementata anche in altri paesi tra cui il Belgio, il Brasile, il Canada, il Giappone e finanche la Svezia.
Oltre a venire attivamente praticata in diversi paesi, l'eugenetica si organizzò a livello internazionale attraverso l'"International Federation of Eugenic Organizations" (IFEO). I suoi progetti scientifici furono portati avanti da organismi di ricerca come il "Kaiser Wilhelm Institute of Anthropology, Human Heredity, and Eugenics" (fondato nel 1927 nella repubblica di Weimar), il "Cold Spring Harbour Carnegie Institution" per l'evoluzione sperimentale e l'"Eugenics Record Office" (ERO) statunitensi.
Politicamente il movimento sostenne misure come le leggi di sterilizzazione; nella sua dimensione morale l'eugenetica respinse la dottrina che vuole tutti gli esseri umani nascere uguali e ridefinì il valore morale in termini puramente di idoneità genetica e "fitness". I suoi elementi associati al razzismo scientifico compresero la ricerca di una pura gamma genetica di "razza nordica" o, meglio, di "razza ariana", con l'eventuale eliminazione delle "razze inadeguate".

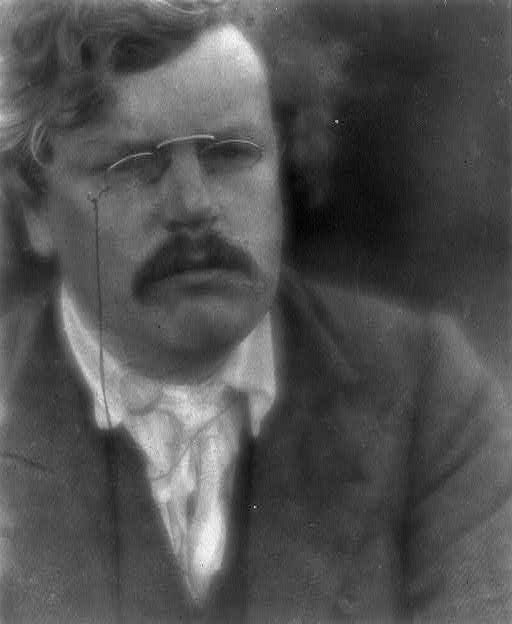
Gilbert Keith Chesterton (qui ritratto nel 1905) fu uno dei primi e più fieri oppositori dell'eugenetica.

I primi critici della filosofia eugenetica inclusero il sociologo statunitense Lester Frank Ward, lo scrittore inglese cattolico Gilbert Keith Chesterton, l'antropologo tedesco americano Franz Boas e il medico britannico Halliday Sutherland (pioniere scozzese degli studi sulla tubercolosi). L'articolo di Ward del 1913  Eugenics, Euthenics, and Eudemics., il libro di Chesterton del 1917 intitolato Eugenetica e altri malanni e l'articolo di Boas del 1916 Eugenics fatto pubblicare nel The Scientific Monthly, furono tutti molto critici nei confronti del movimento altrimenti in rapida ascesa.
Sutherland identificò essere gli eugenetici come uno dei principali ostacoli all'eradicazione e alla cura della tubercolosi nel suo saggio pubblico inviato nel 1917 dal titolo Consumption: Its Cause and Cure; la sua critica rivolta all'eugenetica e al neo-malthusianesimo nel suo libro del 1921 Birth Control (controllo delle nascite) gli costò un'accusa di diffamazione da parte dell'eugenetica nonché femminista e sostenitrice della contraccezione Marie Stopes. Anche molti studiosi di biologia si mantennero in una posizione di antagonismo nei confronti del movimento eugenetico, incluso lo zoologo e statistico britannico Lancelot Hogben.
Altri biologi come gli inglesi John Burdon Sanderson Haldane e Ronald Fisher espressero tutto il loro scetticismo verso la convinzione eugenetica che la sterilizzazione dei "difettosi" avrebbe condotto alla totale scomparsa dei tratti genetici indesiderati.
Tra le istituzioni pubbliche la Chiesa cattolica romana fu nella sua generalità una fiera avversaria delle sterilizzazioni statali forzose. I tentativi compiuti dalla "Eugenics Education Society" di persuadere il governo di Sua Maestà a legalizzare la sterilizzazione volontaria trovarono l'opposizione da parte dei cattolici e del Partito Laburista. L'"American Eugenics Society" invece inizialmente si guadagnò l'appoggio cattolico; ma il sostegno a suo favore diminuì a seguito dell'emmissione dell'enciclica papale del 1930 intitolata Casti Connubii.
Papa Pio XI condannò esplicitamente le leggi di sterilizzazione: "i magistrati pubblici non hanno alcun potere diretto sui corpi dei loro soggetti, perciò, quando non c'è stato alcun crimine e non vi è alcuna causa per la grave condanna, non possono mai danneggiare o alterare l'integrità del corpo, né per un qualche motivo eugenetico o per qualsiasi altra ragione".
Come movimento sociale, l'eugenetica raggiunse la sua massima popolarità nei primi decenni del XX secolo, quando venne realizzata praticamente in tutto il mondo e promossa da governi, istituzioni e individui influenti. Molti paesi adottarono l'esclusiva e il monopolio in diverse politiche eugenetiche, tra cui: lo screening genetico, la contraccezione obbligatoria, la promozione di tassi di natalità differenziali, (vedi le restrizioni sul matrimonio interrazziale) e l'istituzionalizzazione delle malattie mentali (vedi ospedale psichiatrico), la sterilizzazione obbligatoria, l'aborto forzato o la gravidanza forzata ed in ultima analisi culminando in un vero e proprio tentativo di genocidio.
Anche se l'eugenetica viene ai giorni nostri spesso associata con il razzismo scientifico, non è sempre stato così; sia William Edward Burghardt Du Bois (tramite la sua collaborazione con Margaret Sanger per l'apertura di una clinica per la contraccezione ad Harlem) sia Marcus Garvey supportarono l'eugenetica o idee simili come un modo per ridurre la sofferenza degli afroamericani e migliorarne lo status sociale.
Molti metodi legali di eugenetica inclusero leggi statali contro l'"incrocio di razze" o che vietavano il matrimonio interrazziale. La Corte suprema degli Stati Uniti d'America abrogò tali legislazioni solamente nel 1967, dichiarando incostituzionali le leggi contro la mescolanza razziale.

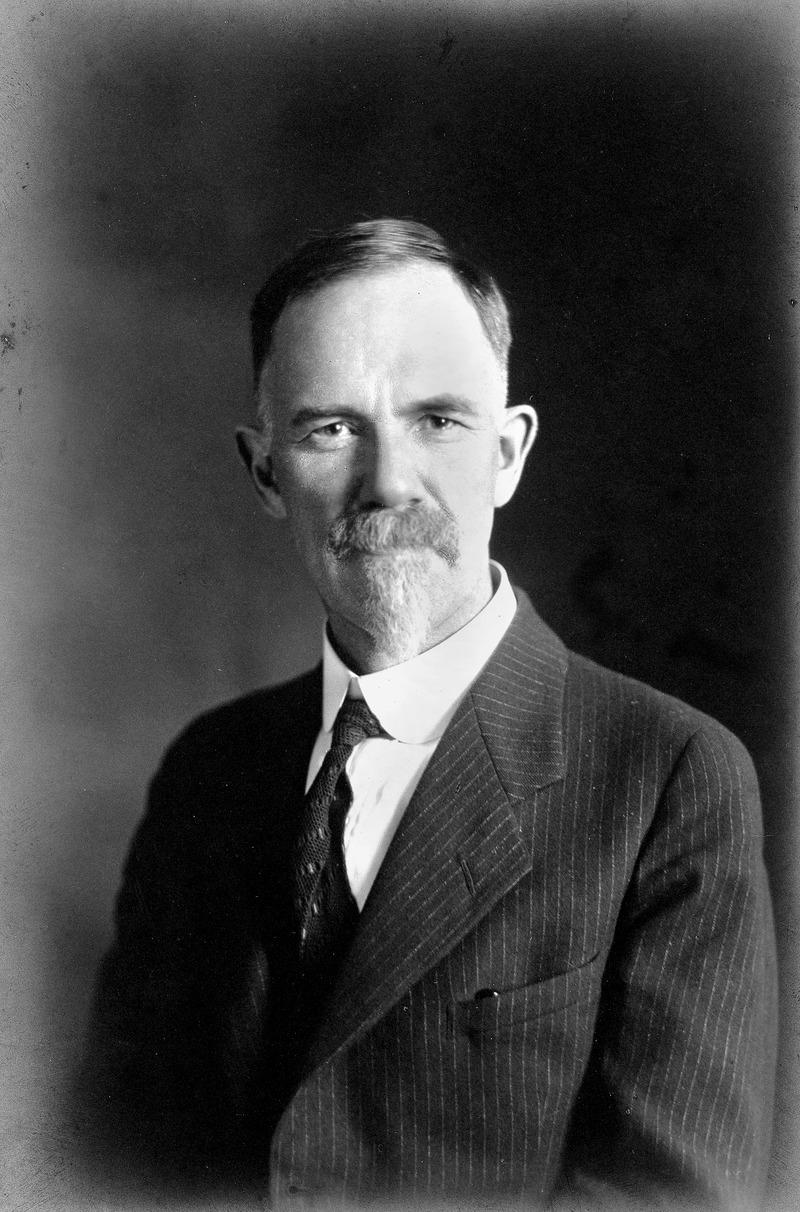
Charles Davenport fu un esponente di punta della prima ricerca eugenetica.

Il primo grande movimento eugenetico si sviluppò come detto negli Stati Uniti d'America. A cominciare dal Connecticut nel 1896 molti degli stati federati degli Stati Uniti d'America promulgarono leggi matrimoniali basantisi su criteri eugenetici, vietando il matrimonio a chiunque fosse "epilettico, imbecille o debole di mente". Nel 1898 Charles Davenport, un biologo statunitense di primo piano, iniziò il suo lavoro come direttore di una stazione di ricerca biologica sull'evoluzione delle piante e degli animali; nel 1904 ricevette fondi consistenti e nel 1910 aprì l'"Eugenics Record Office" ed insieme ad Harry Hamilton Laughlin cominciò a promuovere attivamente l'eugenetica.
Nel corso del XX secolo i ricercatori rimasero affascinati dall'idea che il disturbo mentale potesse essere trasmesso all'interno delle famiglie e pertanto condussero numerosi studi per documentare l'ereditarietà di malattie come la schizofrenia, il disturbo bipolare e il disturbo depressivo, fino a che questi interessi finirono con l'associarsi strettamente con il movimento eugenetico. Tra la fine del XIX e gli inizi del XX secolo vennero emanate leggi per vietare il matrimonio ai "matti" e per costringerli alla sterilizzazione, il tutto al fine di evitare la "trasmissione" della malattia mentale.

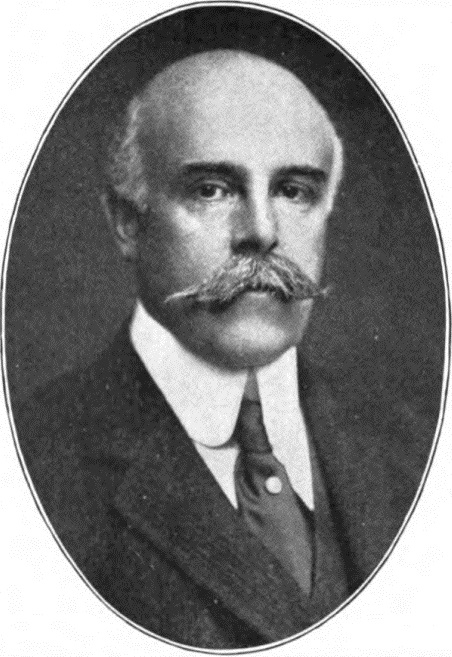
L'eugenetico Madison Grant fu un membro di punta del razzismo scientifico statunitense.

Negli anni seguenti l'archivio eugenetico raccolse una vasta collezione di alberi genealogici concludendo che coloro che risultavano essere "inadatti" provenivano per lo più da ambienti economicamente e socialmente poveri. Eugenetici quali Davenport, lo psicologo Henry Herbert Goddard e l'esponente del conservazionismo Madison Grant (tutti molto rispettati all'epoca) cominciarono a premere per trovare soluzioni politiche ai vari problemi causati dai "non idonei" (Davenport si dichiarò favorevole alla limitazione dell'immigrazione e alla sterilizzazione obbligatoria come metodi principali, Goddard raccomandò la segregazione razziale nel suo libro del 1912 intitolato The Kallikak Family: A Study in the Heredity of Feeble-Mindedness ed infine Grant fu a favore di tutto quanto sopra e, per di più, coltivò anche l'idea di sterminio).
Seppur la loro metodologia di ricerca venga considerata ai giorni nostri molto difettosa, in quel tempo venne considerata essere una legittima ricerca scientifica. L'eugenetica ebbe ancora degli scienziati detrattori, in particolare Thomas Hunt Morgan, uno dei pochi mendeliani a criticarla esplicitamente, anche se la maggior parte delle critiche si incentrò maggiormente sulla metodologia primitiva degli eugenetici e sulla considerazione che voleva quasi tutte le caratteristiche umane come ereditarie.

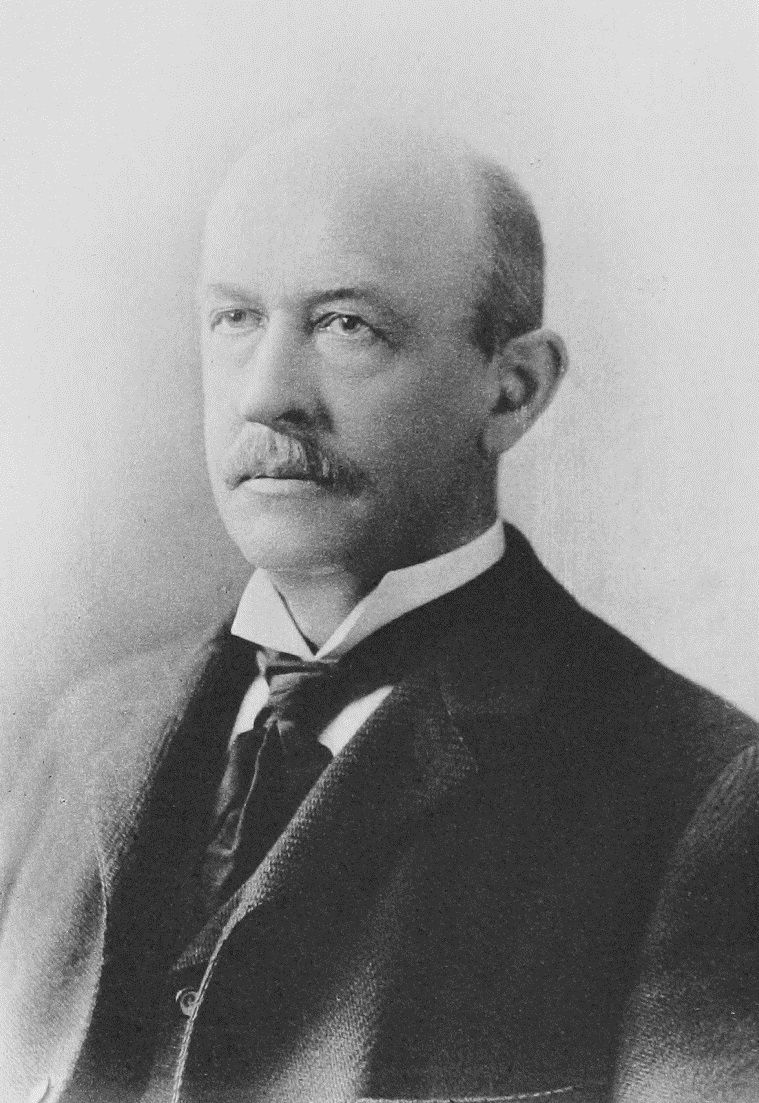
Il noto progressista politico, William Graham Sumner nel 1895.

L'idea di "genio" e "talento" venne considerata dal sociologo William Graham Sumner, uno dei membri fondatori dell'"American Sociological Association" (ASA), il quale sostenne che se il governo non avesse interferito nella politica sociale del laissez faire, sarebbe sorta presto una classe di geni nella parte superiore del sistema di stratificazione sociale, seguita da una classe di talenti; mentre la maggior parte del resto della società sarebbe ricaduta nella classe dei mediocri. Coloro che vennero considerati anomali (ritardati mentali, disabili, ecc) avrebbero prodotto invece un effetto negativo sul processo sociale consumando risorse; essi avrebbero dovuto pertanto essere lasciati soli con se stessi. Ma la classe dei criminali (delinquenti, pervertiti ecc) avrebbe dovuto invece essere eliminata per sempre dal contesto sociale.
Gli eugenetici svolsero un ruolo di primo piano nel dibattito inerente all'approvazione della legge statunitense sull'immigrazione Johnson-Reed (l'"Immigration Act of 1924"), parlando della minaccia rappresentata dai "ceppi inferiori" provenienti dall'Europa orientale e dall'Europa meridionale (russi, polacchi, ungheresi, italiani, ebrei Askenaziti), nella loro qualità di consiglieri tecnici. Questo ridusse il numero di immigrati provenienti dall'estero del 15% rispetto agli anni precedenti, anche grazie al rigido controllò degli individui "non idonei" ad entrare nel paese. La nuova legge non fece altro che rafforzare il divieto già esistente di mescolanza razziale.
Alcuni stati fecero sterilizzare gli "imbecilli" per gran parte del XX secolo. Il momento più importante della sterilizzazione eugenetica fu tra il 1927 e il 1963, quando circa 64 000 persone vennero forzatamente sterilizzate secondo le leggi eugenetiche degli Stati Uniti.

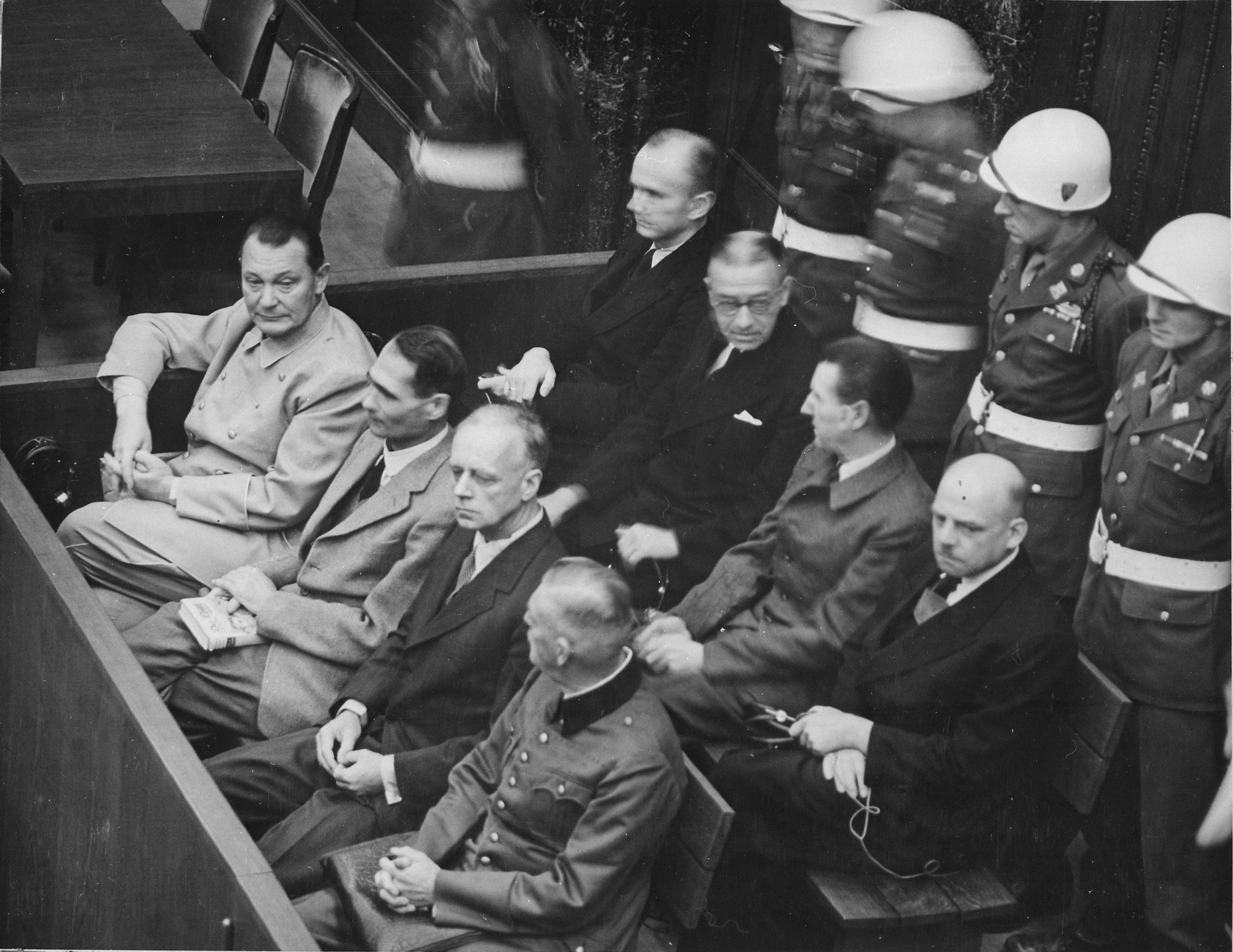
Imputati alla sbarra. Prima fila, da sinistra: Hermann Göring, Rudolf Hess, Joachim von Ribbentrop, Wilhelm Keitel. Seconda fila, da sinistra: Karl Dönitz, Erich Raeder, Baldur von Schirach, Fritz Sauckel. Tentarono di giustificarsi affermando che avevano semplicemente messo in pratica le teorie eugenetiche statunitensi.

Un rapporto favorevole sui risultati della sterilizzazione in California, di gran lunga lo Stato con il maggior numero di sterilizzazioni eseguite, fu pubblicato in forma di libro dal biologo Paul Popenoe e sarebbe stato ampiamente citato dai gerarchi della Germania nazista come prova che massicci programmi di sterilizzazioni erano fattibili e finanche "umani". Quando i capi nazisti furono processati per crimini di guerra durante il processo di Norimberga subito dopo la fine della seconda guerra mondiale, giustificarono le massicce sterilizzazioni (oltre 450 000 in meno di un decennio) citando gli Stati Uniti come loro fonte d'ispirazione.
In gran parte dell'Europa occidentale e dell'America settentrionale vennero applicati provvedimenti di vario tipo di carattere eugenetico a partire dagli ultimi anni del XIX secolo.
Alcuni stati si distinsero per un maggior impegno in tal senso, con una legislazione eugenetica non solo "positiva", mirante cioè a indirizzare le scelte riproduttive, ma anche "negativa", ovvero la rimozione di caratteri considerati difettosi, attraverso la sterilizzazione obbligatoria. Ecco le stime riguardanti i casi di sterilizzazioni:
- Germania (1933-1941): oltre 400 000
- Stati Uniti (1899-1979): circa 65 000
- Svezia (1934-1976): 62 888
- Finlandia (1935-1970): 58 000
- Norvegia (1934-1977): 40 891
- Danimarca (1929-1967): 11 000
- Canada (1928-1972): circa 3 000
- Svizzera (1928-1985): meno di 1 000

Le leggi eugenetiche furono votate a stragrande maggioranza in molti paesi. Le forze politiche di ogni orientamento furono concordi sull'utilità delle pratiche di sterilizzazione, per il miglioramento della razza, o per motivi di politica demografica ed economici.

### Paesi occidentali
Il primo paese al mondo ad adottare una legislazione eugenetica furono gli Stati Uniti d'America, grazie alle disposizioni che rientravano nella competenza dei singoli stati federati degli Stati Uniti d'America. Nel 1907 l'Indiana autorizzò la sterilizzazione di alcuni tipi di malati e di criminali; venne seguita nel 1909 dalla California, dal Connecticut e da Washington. Entro il 1917 15 Stati avevano già votato e adottato dispositivi di questo tipo; divennero 33 entro il 1950.
I criminali recidivi, i colpevoli di stupro, vari tipi di pazienti - epilessia, disturbo mentale e "idiotismo" - e talvolta gli affetti da alcolismo e da tossicodipendenza, rimasero sottomessi a queste leggi di sterilizzazione. In Virginia la sterilizzazione rimase una pratica comune in tutto lo Stato fino al 1972.
Nel periodo interbellico diversi stati europei votarono a loro volta testi legislativi del tutto simili: la Svizzera nel 1928, la Danimarca nel 1929, la Norvegia e la Germania nazista nel 1934, la Finlandia e la Svezia nel 1935, l'Estonia nel 1937. La maggior parte dei paesi che seguivano il protestantesimo rimasero colpiti da questa ondata eugenetica, con la notevole eccezione della Gran Bretagna, dove la richiesta venne tuttavia portata avanti da una parte del movimento eugenetico.

#### Regno Unito

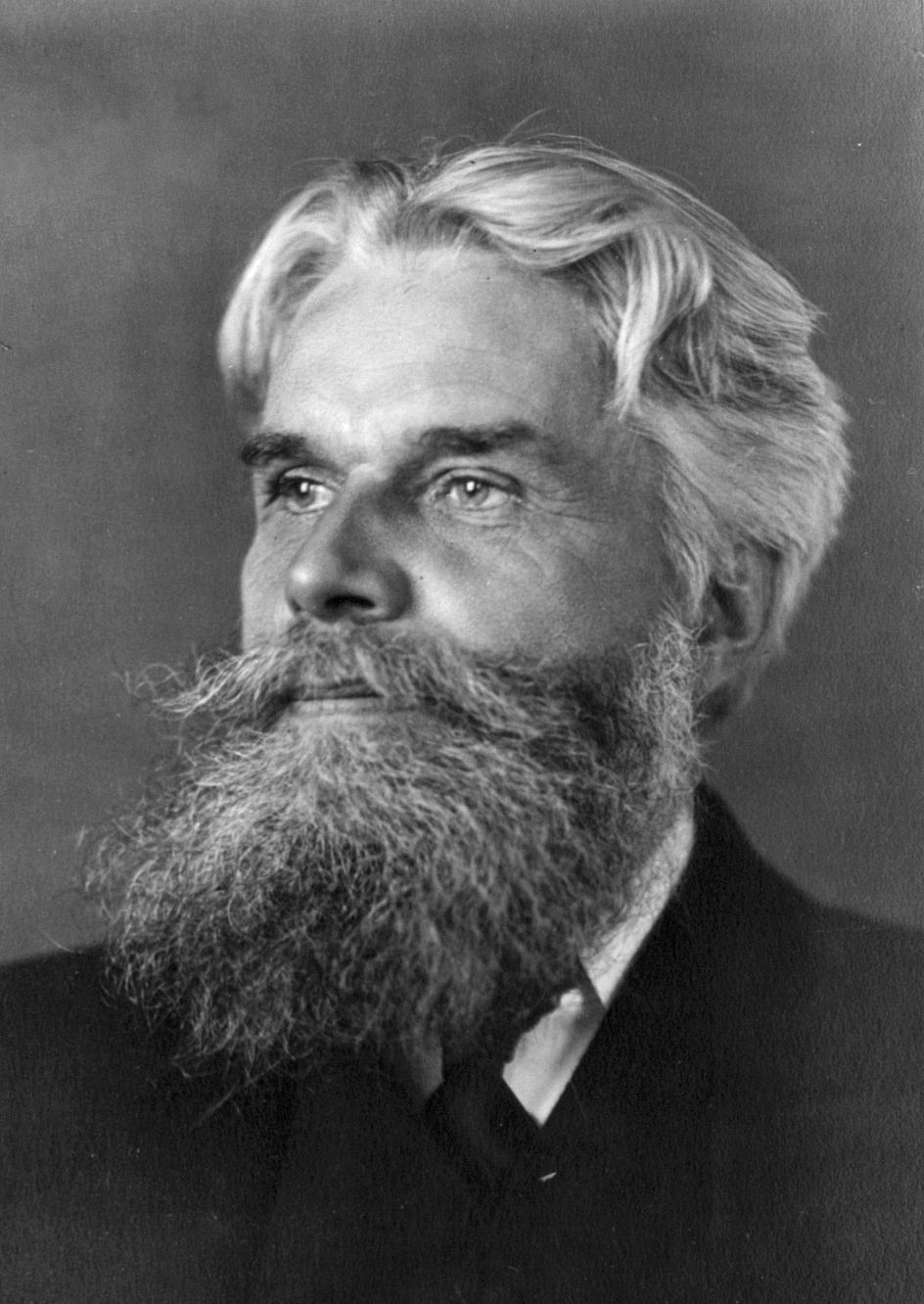
Havelock Ellis nel 1913.

L'eugenetica costituì fino alla prima guerra mondiale una parte inevitabile del dibattito politico britannico: Arthur James Balfour, Neville Chamberlain e Winston Churchill, per citare solo i primi ministri, difesero i punti di vista eugenetici.
Karl Pearson, il principale discepolo di Galton, continuò l'opera del suo mentore, basata su un approccio statistico che affinò i propri metodi in una disciplina separata: la biometria. Sul piano scientifico la sua partecipazione all'emergere della genetica delle popolazioni fu progressivamente sempre più marginalizzata dal contemporaneo sviluppo della genetica mendeliana. Se il lavoro svolto nei suoi laboratori fu regolarmente utilizzato dagli attivisti eugenetici, i mendeliani esitarono sempre ad intervenire direttamente nel dibattito pubblico.
La "Società per l'educazione eugenetica" venne fondata nel 1907 ed esiste ancor oggi sotto il nome di "Istituto Galton"; essa divenne la principale associazione britannica per la promozione dell'eugenetica. Lo stesso Sir Francis Galton s'impegnò direttamente, dopo una lunga esitazione, diventando nel 1908 il suo presidente onorario. La Società si ampliò rapidamente in tutto il territorio britannico e giunse a contare anche una rappresentanza locale in Australia.
Anche se non raggiunse mai le dimensioni di un'organizzazione di massa - non ebbe mai più di 1 700 membri - riuscì comunque a far sentire la propria voce nel dibattito pubblico; la sua composizione sociale fu chiusa ma influente come capacità organizzativa. Principalmente composta da scienziati, avvocati ed uomini influenti, poté vantare di raccogliere in sé alcuni tra i nomi più prestigiosi del Regno. Dal 1911 fino al 1928 il suo presidente fu Leonard Darwin, uno dei figli di Charles Darwin.
I suoi metodi principali d'intervento vennero ripresi da tutte le organizzazioni simili presenti oltreoceano e compresero la pubblicazione di una rivista (l'"Eugenics review") di brossura, un film e congressi che si occuparono delle principali preoccupazioni del movimento; l'ereditarietà, l'igiene razziale, il matrimonio selettivo e la sessualità.
Uno degli effetti del movimento fu quindi paradossalmente quello di portare all'attenzione del pubblico quelle questioni che erano state a lungo escluse dal rigore morale dell'età vittoriana. La Società per l'educazione eugenetica esercitò anche un'attività di gruppo di pressione significativo, organizzando delegazioni in seno al Parlamento del Regno Unito su questioni come le leggi sui poveri, le malattie sessualmente trasmissibili o il trattamento dei cosiddetti "deficienti mentali". Fece campagna per istituire un particolare "asilo d'internamento" per i "dementi" al fine d'impedire loro di procreare. La legge verrà approvata nel 1913, senza alcuna menzione esplicita della Società, ma con il movente alla sua base che riconduceva direttamente al metodo eugenetico.
Il movimento conservatore, il cui principale esponente fu Leonard Darwin, costituì la maggioranza della Società, favorevole alla sterilizzazione e all'internamento di tutti coloro che erano affetti da ritardo mentale, con una campagna pubblica incentrata in termini di "morale" per la conservazione del ruolo di genere sessualmente differenziato; espressero anche la loro opposizione alla contraccezione, considerata come un potente incentivo alla "dissolutezza" (i "debosciati").
Si opposero all'accesso all'istruzione superiore per le donne, considerando che l'esercizio di attività gestionali avrebbe potuto distogliere l'attenzione dalla funzione riproduttiva, considerata secondo loro "il dovere naturale più glorioso delle donne".
Benché rimasero sempre una minoranza, anche i riformatori sociali parteciparono rapidamente, a volte all'interno della Società, alla promozione della nuova dottrina. Gli attivisti socialisti del fabianesimo, gli economisti Sidney James Webb e John Maynard Keynes (che fu direttore della British Eugenetic Society dal 1937 al 1944), il drammaturgo George Bernard Shaw e l'eminente psicologo Havelock Ellis (il quale divenne anche vicepresidente della Società) difesero posizioni sensibilmente differenti rispetto a quelle dei conservatori. I sostenitori dell'insegnamento dei principi eugenetici pensarono, proprio come Galton, che l'istruzione fosse il modo migliore per instillare i principi eugenetici negli spiriti.
Essi scelsero principalmente di sviluppare l'eugenetica a fianco della "questione femminile"; per i riformisti l'indipendenza economica delle donne avrebbe dovuto permetter loro di scegliere un marito in conformità con le principali preoccupazioni eugenetiche: politica demografica, contraccezione e sessualità, il tutto per separare il matrimonio dalla procreazione.
Infine la "liquefazione" delle classi sociali incoraggiò la razionalizzazione dei regimi matrimoniali, finora ostacolata dalle barriere di classe; il loro ideale fu, a gran maggioranza, una società di caste. alcuni esponenti del socialismo attirarono l'attenzione sulla necessità di un'azione in materia ambientale. Questo è quello che produssero, ad esempio, alcuni membri del fabianesimo come Sidney e Martha Beatrice Webb.

#### Stati Uniti

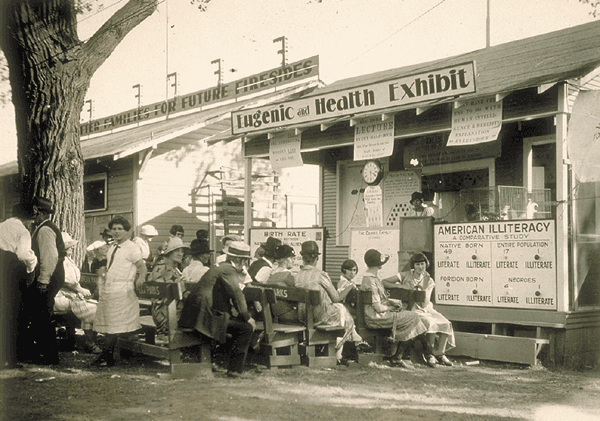
Stand di esposizione eugenetica (USA).

Nel 1922 la "Società americana di eugenetica" (oggi nota come "Society for Biodemography and Social Biology") venne istituita per coordinare gli attivisti eugenetici statunitensi; arriverà ad avere assemblee collettive in 28 Stati. Come accadde anche per la sua cugina britannica rimase una piccola organizzazione che non superò mai i 1 200 membri, ma con gruppi principalmente costituita da scienziati e uomini potenti. Venne presieduta dall'economista Irving Fisher e finanziata da John Davison Rockefeller.
Una delle principali rivendicazioni degli eugenetici americani fu, come già detto, la drastica limitazione dell'immigrazione proveniente dal Sud e dall'Est europeo. La Società venne dotata nel 1923 di un Comitato che si occupò della materia dell'immigrazione selettiva il quale militò, sulla linea dell'analisi di Madison Grant, a favore di una legge che limitasse in maniera permanente l'immigrazione.
Negli Stati Uniti ad essere sterilizzati furono per lo più coloro che venivano dichiarati deboli di mente, pazzi, idioti, imbecilli, criminali-nati o, addirittura, affetti da epilessia, persone moralmente degenerate o sessualmente pervertite.

#### Francia

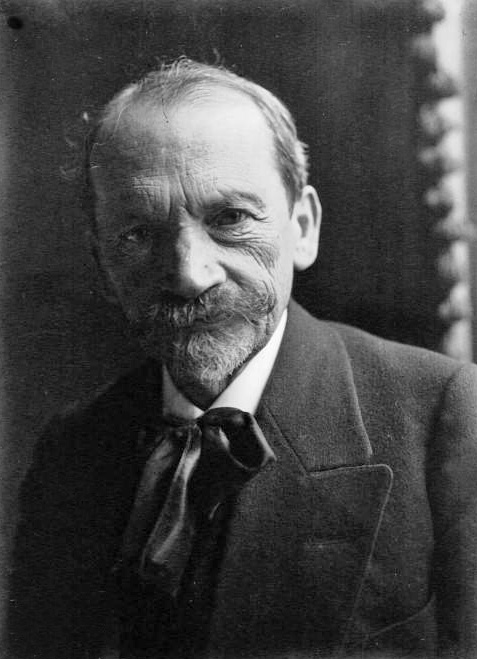
Il giornalista e uomo politico francese Paul Strauss nel 1913.

In terra francese la fondazione della "Société française d’eugénisme" è datata al 29 gennaio del 1913. Ma già nel corso degli anni che precedettero la sua creazione, i discorsi eugenetici alimentarono le preoccupazioni nei confronti del declino demografico del paese; questo da parte dei più eminenti demografi.
Questa corrente di pensiero sul pericolo del "declino" rimase particolarmente attenta ai dibattiti sugli stessi temi che si stavano svolgendo al di là de La Manica. Un comitato consultivo francese composto da 45 personalità venne costituito per partecipare alla "Prima Conferenza internazionale" del 1912; esso comprese, oltre a scienziati, medici e statistici, anche due politici in prima linea nel "movimento per la natalita", Paul Doumer (futuro presidente della repubblica) e Paul Strauss.
Di ritorno in Francia diversi partecipanti al Congresso si convinsero della necessità di organizzare le loro forze. All'appello dello statistico e demografo Lucien March una prima riunione si tenne il 12 dicembre 1912 all'"École de médecine de Paris", prima ancora che gli statuti dell'associazione venissero messi a punto. La riunione inaugurale riunì 104 persone, di cui il 64,5% erano medici.
Nel complesso in Francia l'eugenetica fu in gran parte una sorta di igienismo sociale pausteriano intriso di lamarckismo, con le sue misurazioni dell'ambiente naturale e sociale che si schieravano contro la diffusione di tutti quei "difetti" che venivano creduti all'epoca essere ereditari, come la tubercolosi e la sifilide, per la protezione delle donne in stato di gravidanza e dei neonati, oltre che al tentativo condotto di sradicare la piaga dell'alcolismo.
Gli scienziati francesi rimasti ancora significativamente lamarckiani se ne stettero in disparte e non aderirono al movimento eugenetico internazionale, dal momento che avevano già approvato il darwinismo. Il neodarwinista Lucien Cuénot, a differenza del resto del movimento neodarwinista, minimizzò ad esempio il ruolo svolto dalla selezione naturale e propose il mescolamento di tutta una serie di classi sociali e "razze" per poter produrre il "vigore ibrido". Tuttavia questo non fu il parere di alcuni membri dell'Institut de France, come l'eugenetico Charles Robert Richet.

#### Svezia e Finlandia
In particolare in Svezia e in Finlandia la gestione del welfare state portò a scegliere interventi di questo tipo per ridurre il carico degli assegni di maternità.
La Svezia mantenne un proprio programma eugenetico dal 1936 fino al 1976.
Si stima che circa 63 000 donne siano state sterilizzate solo nel corso degli anni quaranta. Furono particolarmente colpite tutte quelle che avessero scontato una qualche pena detentiva, le affette da alcolismo, da epilessia, quelle con difficoltà di apprendimento o che avevano avuto un qualche disturbo mentale, e quelle di "razza mista".

#### Italia

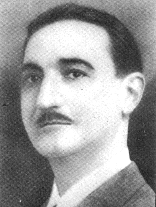
Il medico ed esperto di endocrinologia italiano Nicola Pende.

Preceduta negli ultimi decenni del XIX secolo da un intenso dibattito proto-eugenetico nel regno d'Italia, a partire dal "Primo Congresso Internazionale di Eugenica" (presieduto da Leonard Darwin, il figlio di Charles) svoltosi a Londra nel 1912, si diffusero i termini eugenica (eugenetica, eugenia). Nel 1913 si costituì il primo "Comitato Italiano per gli Studi di Eugenica", in modo originale e con teorie rifacentesi al neo-lamarckismo; di scambio sociale ed elitarie (di Vilfredo Pareto), di un'antropologia d’allevamento razziale (e migrazione) ed il collegamento lombrosiano tra genio e degenerazione. Il punto di partenza fu caratterizzato da un quadro scientifico ed intellettuale che rese l'eugenica italiana incompatibile con il modello anglosassone. Dal 1913 al 1915 venne pubblicata la rivista: L’educazione sessuale: rivista di neomalthusianismo e di eugenica, allora contestata dagli ambienti cattolici.
Il conflitto insegnò agli eugenisti l'efficienza economicamente razionale nella gestione diretta dello stato di risorse biologiche della nazione e l'importanza di un’«unità di comando». Il periodo interbellico si dimostrò sia come potenziamento biologico della nazione che di «selezione al rovescio», l’ascesa del fascismo e le crisi degli ultimi governi liberali si accompagnarono ad ambizioni tecnocratiche, a nuove politiche di welfare, di «medicina sociale» e ad ansie di rigenerazione nazionale. La «difesa della società e della razza» - di fronte al superiore interesse collettivo nella subordinazione della libertà del singolo - si affermò prepotentemente nel «paradigma eugenetico».
Una visione della popolazione manageriale e tecnocratica, fu condivisa trasversalmente sia dalla sinistra politica col suo riformismo socialista, sia a destra col nazionalismo. Fu un periodo di intenso dibattito sui vari temi eugenetici: sterilizzazione, igiene mentale, controllo delle nascite (contraccezione) e certificato medico prematrimoniale;.
In questo periodo videro la luce l’"Istituto di Previdenza e Assistenza Sociale" (IPAS), la "Società Italiana per lo studio delle Questioni Sessuali" (SISQS), la "Società Italiana di Genetica e Eugenetica" (SIGE) ed infine anche la "Lega Italiana di Igiene e Profilassi Mentale" (LIPIM).

Il regime fascista, nonostante la vicinanza con alcuni scienziati sostenitori dell'eugenetica nordica, pur non arrivando a misure di sterilizzazione, in più occasioni promosse progetti di controllo totale del corpo sociale e dell'individuo; con programmi di organizzazione razionale delle risorse biologiche della nazione. Il perseguimento del "miglioramento della razza" portò il fascismo ad intervenire a favore della famiglia e dell'infanzia con la creazione dell'Opera Nazionale Maternità e Infanzia e ad introdurre una politica di igienizzazione "morale", vista come prevenzione contro la disgregazione delle famiglie e la diffusione di malattie sessualmente trasmissibili. Posizione perfettamente in sintonia con il parere della Chiesa, che non vedeva di buon occhio i provvedimenti eugenetici intrapresi dal mondo anglosassone. In Italia quindi, tanto nel ventennio fascista quanto nel secondo dopoguerra, l'eugenetica s'intrecciava alla diffusione del razzismo.

Il barone Julius Evola nel 1973.

L'ortodossia basata sul binomio di politica demografica natalista ed eugenica “quantitativa” venne imposto ufficialmente e definitivamente nel 1927. Il punto di svolta fu prima di tutto politico, venne pertanto sancita dall'alleanza tra la politica della natalità fascista, inaugurata a maggio con il famoso "discorso dell’Ascensione" di Benito Mussolini e la morale sessuale cattolica, ribadita dalla Santa Sede nel dicembre 1930 con l'enciclica Casti Connubii. La guida della SIGE rispecchiò questa fusione ideologica e politica, il presidente fu il demografo, statista e politico Corrado Gini, il vice-presidente invece era il principale esponente dell’eugenetica cattolica italiana, padre Agostino Gemelli; fondatore e decano dell'Università Cattolica di Milano.
A partire dalla seconda metà degli anni venti ad un livello scientifico e ideologico emerse una teoria fascista paradigmatica, dai pilastri di Corrado Gini con la demografia «strategica» e di Nicola Pende (vicino agli ambienti cattolici) nella biotipologia costituzionalistica; dall’espansionismo demografico al controllo biopolitico dell’individuo.
Originalità e sintesi determinarono un grande successo all'estero per l'eugenetica italiana. Da un asse italo-francese nel 1935 nacque la "Federazione Latina delle Società di Eugenica", dichiaratamente opposta all'"International Federation of Eugenic Organizations" (IFEO) del modello “nordico” anglo-tedesco-scandinavo (fondata nel 1925 dall’ex "International Commission of Eugenics"). Sorprendentemente ciò non coincise con la fase più critica delle relazioni diplomatiche tra l'Italia fascista e la Germania nazista.
Nell’Italia fascista a partire dal 1936, ma in particolare nel 1938 con l'introduzione del "razzismo di stato" (vedi Leggi razziali fasciste) - la convergenza ideologica e politica del fascismo e del nazionalsocialismo influenzarono anche il rapporto tra eugenica e razzismo, dove si alimentarono nuove tensioni e opposizioni, in particolare sulla determinazione esatta della cosiddetta "razza ariana".
Dal 1938 al 1943 il binomio galtoniano natura/nurture divenne il terreno di scontro tra le diverse correnti razziste del fascismo: quella ”biologica” (capitanata da Telesio Interlandi e da Guido Landra), quella ‘esoterica-tradizionalista’ (capitanata da Julius Evola e Giovanni Preziosi) che adottò il modello nazista di eugenica negativa e quella che rimase comunque fedele al modello “latino”, neo-lamarkiano e ambientalista (con Giacomo Acerbo, Nicola Pende ecc.) nel razzismo “nazionalista” della cosiddetta "razza mediterranea". Definizioni dell’identità razziale italiana opposte, ma convergenti nella discriminazione dei loro nemici razziali, quali il meticcio e l’“Ebreo”.
Nel secondo dopoguerra le conseguenze del razzismo nazionalsocialista non segnarono la fine definitiva dell’eugenetica. Nei decenni cinquanta e sessanta l'eugenetica in Italia non subì la stigmatizzazione come fosse un tabù, ma venne progressivamente ridefinita passando attraverso una sorta di terra di nessuno, in cui su diversi livelli si sono verificate lotte e opposizioni. Istituzionale e accademica, la SIGE con i suoi demografi e statistici, si ritrovò a scontrarsi con la genetica (di Adriano Buzzati-Traverso, Giuseppe Montalenti, Claudio Barigozzi), che nel 1953 si costituì in una nuova associazione autonoma ("Associazione Italiana di Genetica", AGI).
Invece i medici Carlo Foà, Luigi Gedda e Luisa Gianferrari nel 1951 costituirono la prima "Società di Genetica Medica" (la Società Italiana di Genetica Medica); opposta sia alla SIGE che all’AGI. Dopo la seconda guerra mondiale la guida politica dell’eugenetica italiana fu una componente importante del razzismo scientifico internazionale, espresso dallo IAAEE e dal "Mankind Quarterly", che mise assieme anche componenti di riforma antifasciste.
Dal punto di vista ideologico cattolico, della famiglia e della natalità sostenute soprattutto da Luigi Gedda con l’Istituto “Gregorio Mendel”, opposto all'eugenetica secolare il quale auspicava una politica demografica di controllo delle nascite e di pianificazione familiare.
Dalla seconda metà degli anni settanta, con l'introduzione in Italia della diagnosi prenatale, seguita nel 1978 dall'approvazione della legge 194 sulla legalizzazione dell'aborto, il dibattito eugenetico è entrato in una nuova fase che in Italia ancora oggi a livello politico e culturale rimane intenso e a volte lacerante.
L’attuale Bioetica ha sviluppato nuove argomentazioni che per «analogia nazista» (nell’eugenica come concetto), sia dalle dichiarazioni (dei sostenitori) che dal testo della legge 40 del 2004 diveniva successivamente e retoricamente paragonabile solo a forme d’eugenetica negativa di matrice nazista; su qualsiasi tipo di selezione della Prole.

#### Nazionalsocialismo e conseguente declino dell'eugenetica

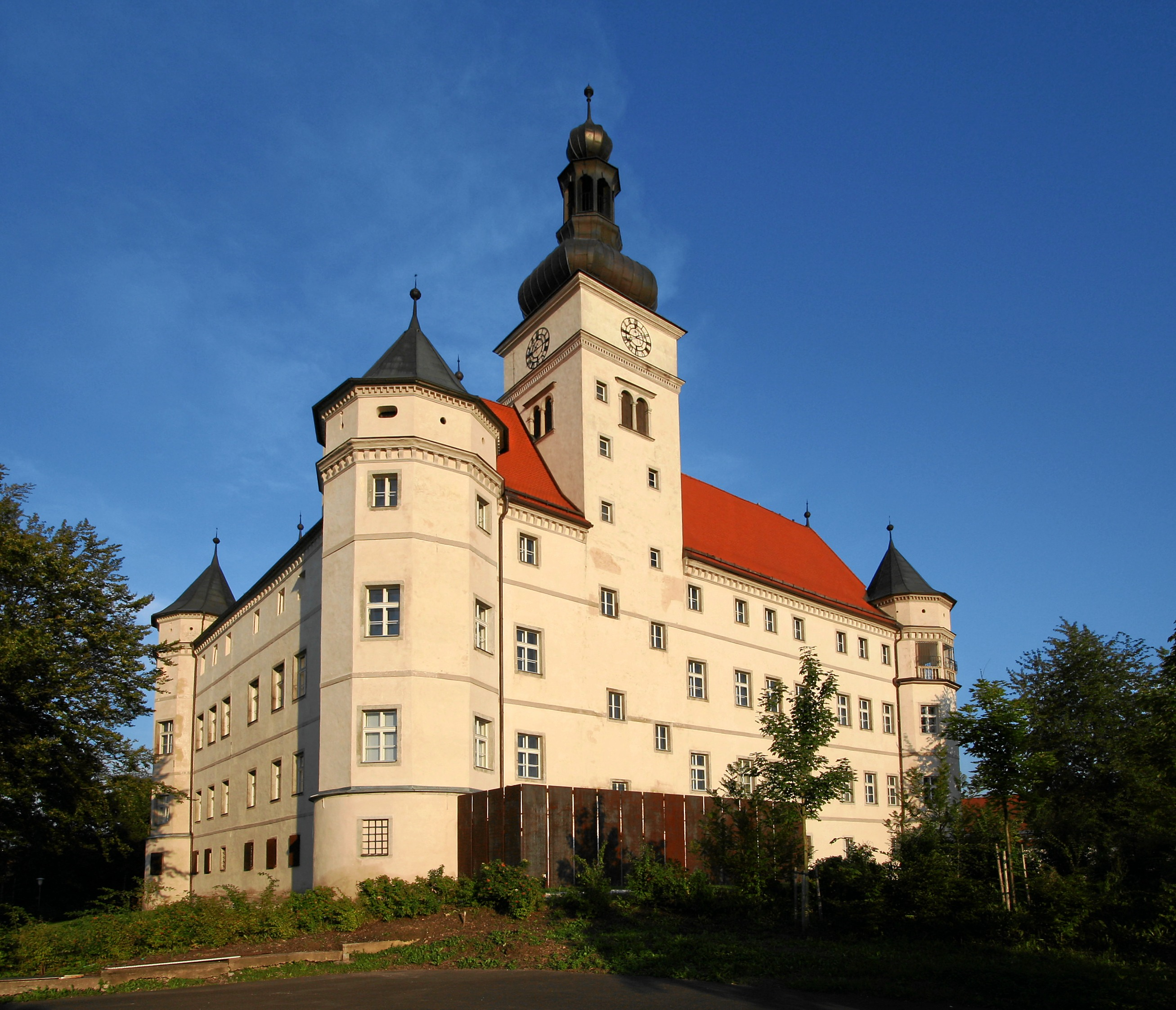
Il Castello di Hartheim, uno dei centri del programma eutanasico nazista "Aktion T4".

La reputazione scientifica dell'eugenetica cominciò a diminuire nel corso degli anni trenta, quando lo psichiatra e genetista svizzero-tedesco Ernst Rüdin cominciò ad utilizzare l'eugenetica come una giustificazione per la politica razziale nella Germania nazista. Adolf Hitler aveva elogiato ed incorporato le idee eugenetiche già a partire dal 1925 nel suo Mein Kampf e a suo tempo, una volta assunto il potere nel 1933, emulò la legislazione eugenetica volta alla sterilizzazione dei "difettosi", di cui gli Stati Uniti erano stati i pionieri.
Alcuni tra i metodi più comuni degli studi eugenetici del XX secolo coinvolsero l'individuazione e la classificazione dei singoli individui e delle loro famiglie di origine tra cui i poveri, i malati mentali, i nati ciechi e sordi, le prostitute, gli omosessuali ed alcuni gruppi razziali come i Rom e gli ebrei nella Germania nazista. Tutti questi esseri umani, etichettati come inadeguati o degenerati (gli Untermensch) furono presto condotti alla segregazione forzata, all'istituzionalizzazione negli ospedali psichiatrici, alla sterilizzazione obbligatoria, all'eutanasia fino a giungere alla strage (omicidio di massa) e al tentativo di genocidio.
La pratica nazista di eutanasia venne eseguita sui pazienti ospedalieri nei centri del progetto "Aktion T4", come il Castello di Hartheim situato in Austria.
La Germania nazista di Adolf Hitler fu presto famosa per i suoi programmi eugenetici che cercavano di ottenere dei tedeschi di razza "pura", attraverso una serie di misure contenute nel cosiddetto programma di "igiene razziale". Tra le altre attività i nazisti eseguirono anche una vasta sperimentazione su esseri umani vivi (vedi esperimenti nazisti su esseri umani) per testare le loro teorie genetiche, che andavano dalla semplice misurazione fisica di antropometria fino agli esperimenti effettuati dal dottor Josef Mengele e da Otmar Freiherr von Verschuer sulle caratteristiche dei gemelli nei campi di concentramento.
Tra il 1930 e il 1940 il regime nazista fece sterilizzare con la forza centinaia di migliaia di persone che considerava mentalmente e fisicamente "non idonei" (si stimano in circa 400.000 solo tra il 1934 e il 1937). Gli elementi più estremi del programma nazista di eugenetica spinse i sostenitori americani a chiedere un ampliamento del programma statunitense adducendo il fatto che "i tedeschi ci stanno battendo al nostro stesso gioco". I nazisti però andarono anche oltre, uccidendo decine di migliaia di invalidi civili attraverso programmi obbligatori di eutanasia.

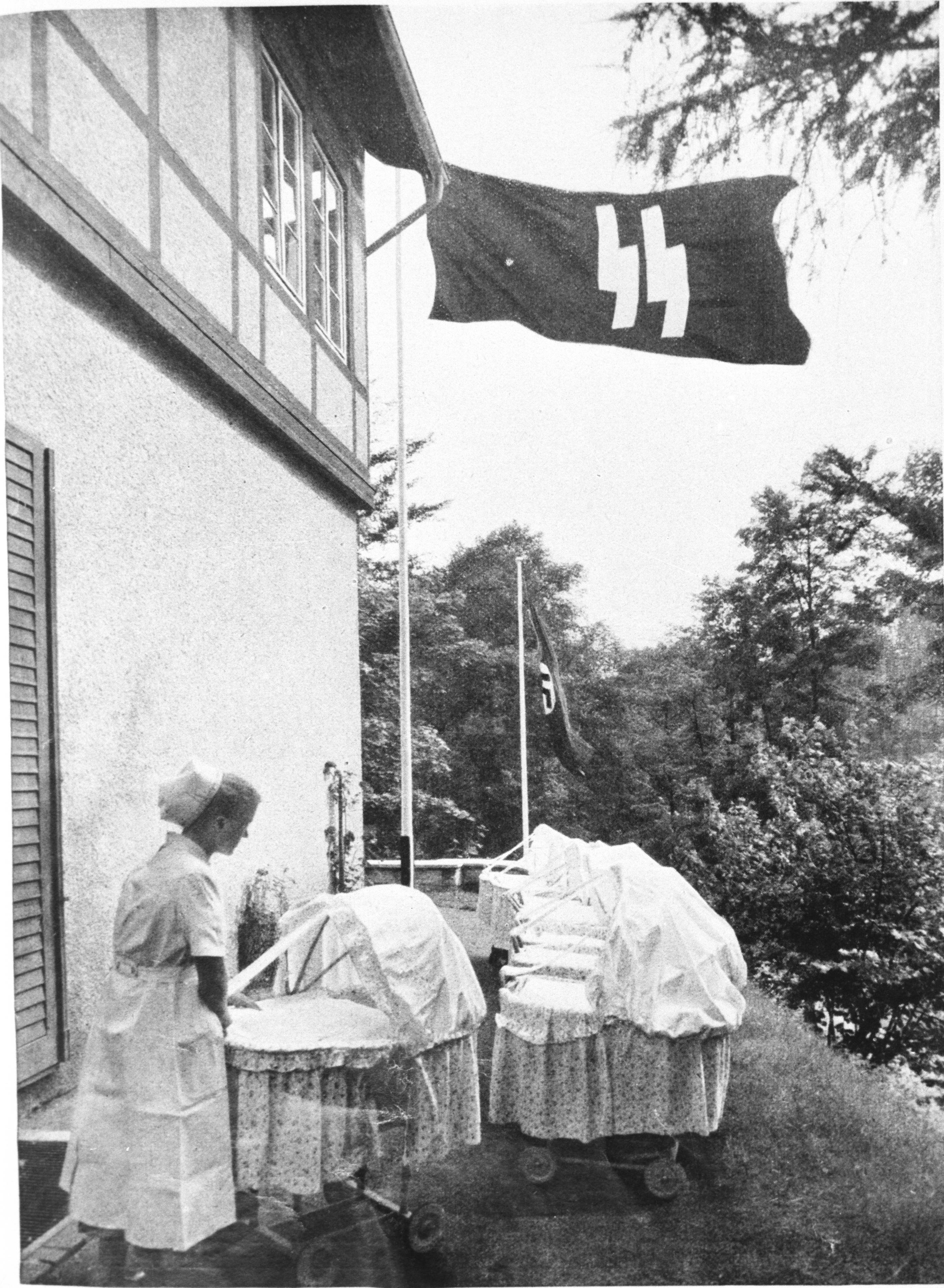
Una "casa di nascita" del progetto Lebensborn durante gli anni della Germania nazista. Creato con l'intento di aumentare il tasso di nascita dei bambini "ariani" dalle relazioni extraconiugali di genitori "razzialmente puri e sani".

Essi impiantarono anche diverse politiche eugenetiche positive, dando premi alle donne tedesche di "razza ariana" (vedi la Croce d'onore per le madri tedesche) che riuscivano ad avere il più alto numero possibile di figli e con la promozione di un servizio in cui le donne nubili ma "di razza pura" vennero fatte mettere incinte da ufficiali delle SS (progetto Lebensborn).
Molte delle loro preoccupazioni circa l'eugenetica e l'igiene razziale furono presenti anche nello sterminio sistematico di milioni di persone "indesiderabili", tra cui ebrei, zingari, testimoni di Geova e omosessuali durante l'Olocausto (gran parte delle attrezzature e dei metodi di sterminio utilizzati nei campi erano stati inizialmente sviluppati in un programma di eutanasia). La portata e la coercizione dei programmi eugenetici tedeschi, insieme con l'uso pesante di una retorica eugenetica e la proclamazione della "scienza razziale" in tutto il paese creò un'associazione culturale indelebile tra l'eugenetica e il Terzo Reich negli anni immediati del secondo dopoguerra.
Alla fine della seconda guerra mondiale molte delle leggi eugenetiche discriminatorie furono velocemente abrogate, essendo oramai associate inestricabilmente con il nazionalsocialismo; nei primi tre decenni del ventesimo secolo, l'eugenetica era diventata ampiamente accettata in tutto il mondo economicamente sviluppato dell'occidente, ad eccezione dell'Unione delle Repubbliche Socialiste Sovietiche.. Lo scrittore britannico H. G. Wells, che aveva richiesto la "sterilizzazione dei fallimenti" già nel 1904, si ricredette in parte ed affermò nel suo libro del 1940 The Rights of Man: Or What are we fighting for? che, tra i diritti umani, che credeva dovessero essere disponibili per tutte le persone, vi fossero anche inclusi "un divieto alla mutilazione, alla sterilizzazione, alla tortura e a qualsiasi altra punizione corporale".
Nel secondo dopoguerra la pratica di "imporre misure destinate a prevenire le nascite all'interno di un gruppo di popolazione" rientrò pienamente nella definizione del nuovo reato internazionale di "genocidio" così come stabilito nella Convenzione sul genocidio del 1948. La Carta dei diritti fondamentali dell'Unione europea del 2000 (la Carta di Nizza) proclama inoltre solennemente "il divieto delle pratiche eugenetiche, in particolare quelle destinate alla selezione delle persone" (all'art. 3 §2 impone il divieto esplicito di qualsivoglia pratica eugenetica).
Nonostante il declino delle leggi eugenetiche discriminatorie, alcuni mandati governativi consentirono la sterilizzazione forzata fino al XXI secolo. Durante i dieci anni della sua presidenza del Perù - dal 1990 al 2000 - Alberto Fujimori fece sterilizzare forzosamente più di 2 000 persone. La Repubblica Popolare Cinese mantenne la propria politica del figlio unico (con conseguenti aborti forzati contro le figlie femmine) fino al 2015, nonché tutta una serie di altre leggi basate sull'eugenetica per ridurre la dimensione della popolazione e gestire i tassi di fertilità dei diversi gruppi etnici.
Nel 2007 l'Organizzazione delle Nazioni Unite hanno riferito di sterilizzazione e isterectomia coercitive in Uzbekistan. Durante gli anni compresi tra il 2005 e il 2013 quasi un terzo dei 144 detenuti fatti sterilizzare in California non avevano dato il loro previo consenso legale all'operazione.

### Altri paesi e prospettive dell'epoca

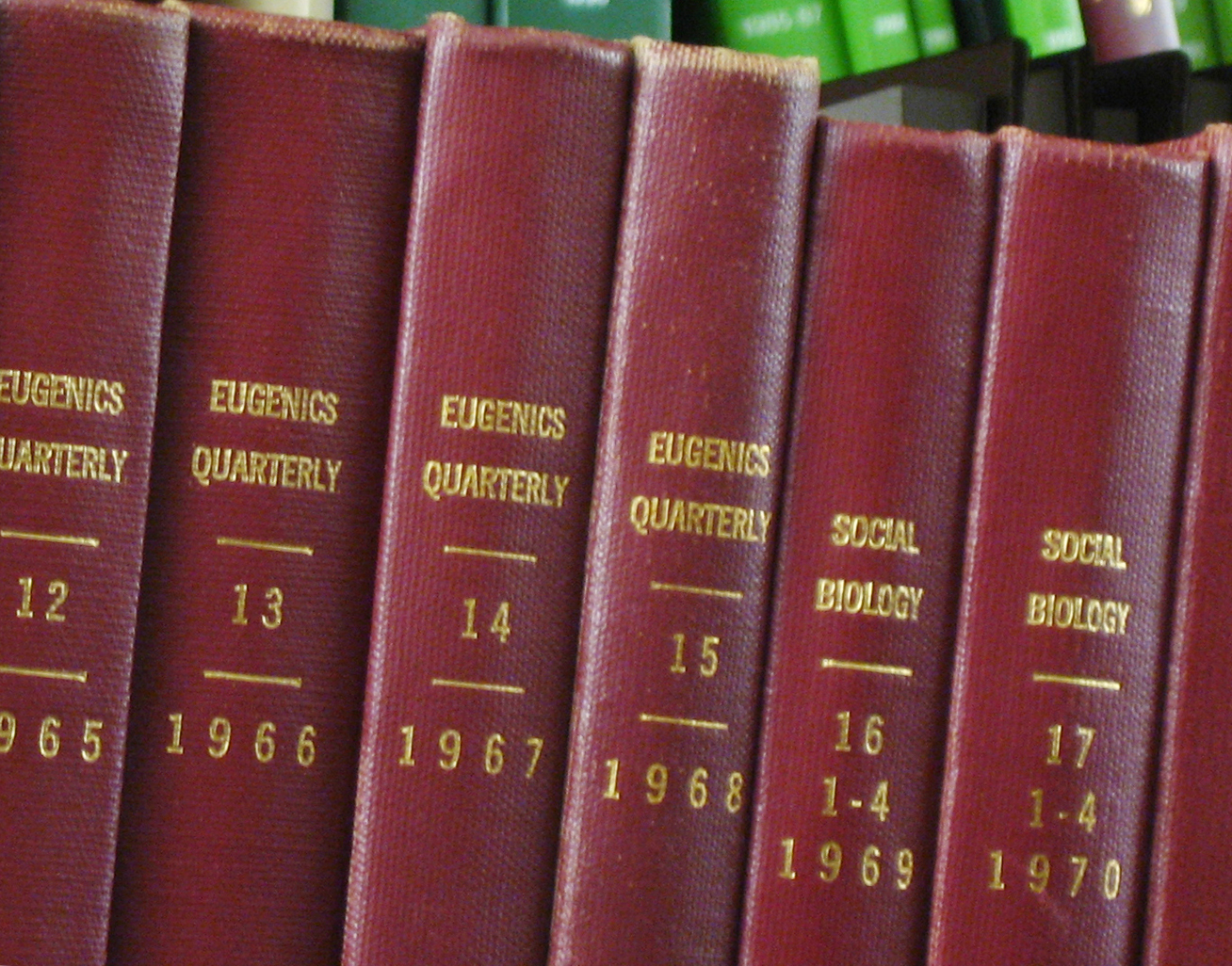
Nei decenni immediatamente successivi alla seconda guerra mondiale il termine "eugenetica" aveva assunto una connotazione negativa e divenne sempre più impopolare nella scienza accademica. Molte organizzazioni e riviste che avevano le loro origini nel movimento eugenetico cominciarono a distanziarsi dalla sua filosofia, come quando "Eugenics Quarterly" cambiò il proprio nome nel 1969 in "Social Biology".

Nel luglio 1933 la Germania nazista approvò una legge che permette la sterilizzazione obbligatoria di quelle persone "affette da alcolismo, o criminali sessuali e lunatici ereditari e incurabili, oltre a coloro che soffrivano di una malattia incurabile che avrebbe potuto essere trasmessa alla loro progenie".
Il Canada procedette a migliaia di sterilizzazioni forzate fino al 1970. Molti appartenenti alle Prime nazioni (i nativi canadesi), così come gli immigrati provenienti dall'Europa orientale, sono state oggetto di questo programma che identificò le minoranze razziali ed etniche come inferiori geneticamente. La Svezia fece sterilizzare forzosamente 62.000 persone, soprattutto malati mentali in pochi decenni, ma anche le minoranze etniche e razziali, inizialmente come parte di un programma di eugenetica che è durato per ben 40 anni.
Come avvenne anche per altri programmi, si credette che l'etnia o la razza fossero inestricabilmente correlate alla salute mentale e fisica. Anche se il programma non fu gradito da molti svedesi, i politici solitamente lo supportarono più come un mezzo per migliorare la salute sociale che come una misura di protezionismo razziale, il che di fatto è stato (il governo svedese ha successivamente versato un risarcimento per le persone colpite).
Oltre ai programmi su larga scala negli Stati Uniti d'America, anche altri paesi come l'Australia, il Regno Unito, la Norvegia, la Terza Repubblica francese, la Finlandia, la Danimarca, l'Estonia, l'Islanda e la Svizzera eseguirono programmi di sterilizzazione delle persone con disabilità mentali. Singapore praticò una forma limitata di eugenetica positiva che comprese la promozione del matrimonio tra laureati nella speranza di generare figli migliori.
Diversi autori, in particolare Stephen Jay Gould, hanno più volte affermato che le restrizioni in materia di immigrazione promulgate negli Stati Uniti nel corso degli anni 1920 (e abrogate nel 1965) sono stati motivati da obiettivi di eugenetica, in particolare dalla volontà di escludere coloro che erano considerati come appartenenti a "razze inferiori".
Nel corso del XX secolo gli Stati Uniti e il Canada cominciarono a ricevere un numero molto più elevato di immigrati provenienti dall'Europa meridionale e dall'Europa orientale. Eugenetici influenti come Lothrop Stoddard e Harry Hamilton Laughlin (che venne nominato come perito da parte del "Comitato del Congresso per l'immigrazione e la naturalizzazione" nel 1920) presentarono la tesi che questi soggetti erano di razze inferiori e che perciò inquinavano il patrimonio genetico nazionale, se i loro numeri non fossero stati velocemente limitati.
Si è sostenuto che questa proposta venne presto messa in pratica dal Canada e dagli Stati Uniti al fine di approvare leggi che creavano una gerarchia di nazionalità, partendo dai più desiderabili anglosassoni e appartenenti alla "razza nordica" fino ai più indesiderati, cioè gli immigrati cinesi e giapponesi a cui fu quasi del tutto proibito di entrare nei suddetti paesi.
Diversi autori però, tra cui Franz Samelson, Richard Herrnstein e Mark Spiderman, hanno sostenuto che sulla base dell'esame delle registrazioni dei dibattiti congressuali in materia di politica dell'immigrazione, praticamente non è stata data alcuna considerazione a questi fattori. Secondo loro le restrizioni sono state principalmente motivate dal desiderio di mantenere l'integrità culturale del paese contro la forte influenza degli stranieri. Questa interpretazione, tuttavia, non è accettata dalla maggior parte degli storici dell'eugenetica.
Ai suoi tempi l'eugenetica venne vista da molti scienziati come "progressista" e come una forma di applicazione al campo della riproduzione umana. Nikola Tesla, per esempio, così come Francis Galton, fu favorevole all'applicazione selettiva eugenetica, la loro opinione fu che avrebbe dovuto essere ulteriormente perseguita fino alle sue più estreme conseguenze ed universalmente stabilita nel futuro. In un'intervista rilasciata nel 1937, Tesla dichiarò:
L'unico metodo compatibile con le nozioni di civiltà e razza, per evitare la riproduzione degli inadatti, è quella della sterilizzazione e l'orientamento deliberato dell'istinto di accoppiamento. Diversi paesi europei e alcuni stati americani sterilizzano i criminali e i pazzi. Ma questo non è sufficiente. L'opinione di tendenza maggioritaria tra gli eugenetici è che dobbiamo rendere il matrimonio più difficile. Certamente a chi non è un genitore desiderabile non dovrebbe essere consentita la riproduzione".»
(- Nikola Tesla, 9 di febbraio del 1937, per la rivista Liberty (periodico))

### Asia

#### Giappone Shōwa
Durante la fase di espansione militare dell'impero giapponese nel corso della prima parte del periodo Shōwa (1926-1989, sotto l'imperatore Hirohito - vedi fascismo giapponese - ) i vari governi che si succedettero misero in atto misure di sterilizzazione dei disabili mentali e di tutti i "devianti", tra cui una legge eugenetica nazionale emanata nel 1940 dal governo presieduto da Fumimaro Konoe (1940-41).
Ai sensi della "legge di protezione eugenetica" (1948) la sterilizzazione avrebbe potuto essere imposta ai criminali "con una predisposizione genetica al crimine", ai pazienti con una qualche malattia genetica come l'emofilia, l'albinismo, l'ittiosi e con malattie mentali quali la schizofrenia, il disturbo bipolare e finanche l'epilessia.
D'altra parte le leggi sulla prevenzione della lebbra del 1907, del 1931 e de 1953 (quest'ultima abolita soltanto nel 1996) permisero l'internamento dei pazienti in sanatori dove l'aborto e la sterilizzazione furono prassi corrente; questo principalmente a causa del fatto che molti scienziati giapponesi affermarono che la suscettibilità costituzionale alla lebbra fisica fosse ereditaria.
La Corea sotto il dominio giapponese ordinò la prevenzione della lebbra nei modi succitati per tutti i pazienti coreani che avrebbero potuto far parte dell'eventuale forza lavoro.

##### Giappone dopo il disastro nucleare di Fukushima
A seguito del disastro nucleare di Fukushima Dai-ichi (2011) aborti sistematici sono stati imposti alle donne i cui figli sembravano subire cambiamenti genetici connessi con l'esposizione alla radiazione. Se per l'"Institut de radioprotection et de sûreté nucléaire" francese il tasso di aborto spontaneo non aumentò in maniera significativa, l'Organizzazione mondiale della sanità nel febbraio del 2013 rilevò invece un aumento del tumore in certe categorie della popolazione nella prefettura di Fukushima.
Un aumento significativo di Iodio-131 venne osservato subito dopo l'incidente dalle autorità sanitarie, accrescendo così la paura collettiva. Un calo del tasso di natalità legato agli aborti spontanei è stato osservato in Giappone nei primi nove mesi dopo il disastro, con un calo del 15,1% nella prefettura di Fukushima e del 4,7% a livello nazionale.
Uno stesso aumento degli aborti venne osservato anche in Ucraina a seguito del Disastro di Černobyl' (1986).

#### Corea del Nord
Secondo il rapporto pubblicato nell'aprile del 2009 dall'"Istituto coreano per l'unificazione nazionale" il governo della Repubblica Popolare Democratica di Corea pratica anche l'eugenetica; gli affetti da nanismo hanno subito la vasectomia e sono stati messi in quarantena e, dal 1980, operazioni di contraccezione coatta sono state praticate nelle donne al di sotto di Template:M1.50 d'altezza.
Nel fumetto autobiografico Pyongyang (2003) di Guy Delisle viene notata la totale assenza di disabilità, mentre la guida del protagonista afferma che non esiste nella "razza coreana".
L'osservatorio dell'Organizzazione delle Nazioni Unite nel 2006 ha affermato che tutte quelle persone che risultano affette da un qualche disturbo mentale vengono mandate nei campi di concentramento.

#### Cina
La Repubblica Popolare Cinese e Singapore sono i due unici paesi al mondo ad aver avuto, alla fine del XX secolo, una legislazione eugenetica "per la tutela della madre e del bambino" ed esplicitamente attuata per "migliorare la qualità della popolazione".
Entrata in vigore il 1º giugno del 1995 essa impone un esame prematrimoniale e prevede che i portatori di una malattia infettiva, un disturbo mentale o una malattia genetica possa loro essere impedito il diritto ad avere un figlio. Dovranno invece essere sottoposti a sterilizzazione o impegnarsi in una politica di contraccezione a lungo termine o, in caso di gravidanza, ad un aborto; in caso contrario sarà vietato loro di sposarsi.
Questa franca politica eugenetica, è stato affermato, ha lo scopo di incoraggiare le nascite nelle aree urbane ricche e di limitarle nelle zone rurali maggiormente svantaggiate. Gli esperti locali hanno dichiarato che erano necessarie "risorse umane di qualità" per modernizzare il paese, ma anche che le tendenze presenti prefigurano una "minore qualità della popolazione".
La politica del figlio unico (con conseguente aborto o infanticidio delle figlie femmine) messa in atto dalle autorità cinesi nel corso degli anni settanta ha condotto ad un rischio per il paese di scivolare in un autentico disastro demografico. Secondo le stime ufficiali in tre decenni circa 400 milioni di nascite furono evitate. D'altra parte il governo ha autorizzato le minoranze etniche presenti nel suo territorio a poter aver fino a due figli per donna; questo non nelle città, bensì in campagna. Ma con l'introduzione del liberalismo ed il crescente bisogno di manodopera per l'imprenditore agricolo questa legge è stata spesso disattesa e/o ignorata.
La Cina ha lanciato all'inizio del 2013 un vasto programma di sequenziamento del DNA con l'intento di ottenere una Plusdotazione; duemila e duecento individui con un quoziente d'intelligenza (QI) di almeno 160 saranno sequenziati. Un tale programma verrà condotto dall'"Istituto genomico pechinese", che è il più vasto centro di sequenziamento del DNA al mondo. L'obiettivo dei cinesi è quello di identificare le varianti genetiche che favoriscono l'intelligenza, mettendo a confronto il genoma di individui di talento a quelli con un QI medio per poter selezionare gli embrioni con un miglior patrimonio neuogenetico.

#### Singapore
Singapore ha implementato nella prima metà degli anni ottanta una politica di incentivi per incoraggiare le nascite tra i ricchi e limitarle negli ambienti socioeconomici più modesti. Nel 1983 il "Graduate Mums Scheme" ha avuto lo scopo di promuovere la fertilità delle laureate, anche attraverso i tagli fiscali al di là del terzo figlio. Il primo meccanismo è stato accompagnato nel 1984 da una politica d'incentivazione della sterilizzazione per le donne sotto i 30 anni il cui reddito fosse inferiore ai 1500 dollari, sotto forma di un premio di 10 000 dollari. Fortemente criticato, il primo aspetto del progetto è stato abbandonato nel 1985, mentre il secondo meccanismo di questa politica non ha mai incontrato significativi echi negativi tra la popolazione.

## Rinascita contemporanea dell'interesse e del dibattito

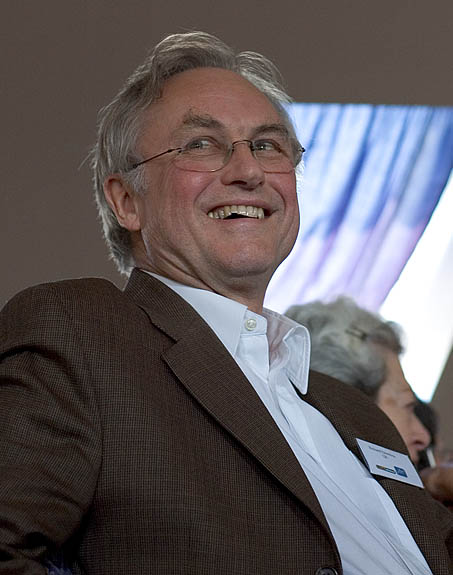
Richard Dawkins nel 2006.

Gli sviluppi delle tecnologie di ingegneria genetica, genomiche e riproduttive alla fine del XX secolo stanno sollevando numerosi quesiti sullo status etico dell'eugenetica, causando efficacemente una ripresa dell'interesse sull'argomento. Alcuni, come l'esperto di sociologia dell'Università della California - Berkeley Troy Duster, sostengono che la genetica contemporanea costituisce una "porta posteriore" dell'eugenetica. La disponibilità della completa sequenza del genoma e l'avanzamento delle biotecnologie ha fatto ipotizzare un pericolo di possibile selezione dei caratteri genetici dei nascituri.
Questa stessa visione viene condivisa anche dall'"White House Assistant Director for Forensic Sciences" Tania Simoncelli la quale ha dichiarato in una pubblicazione del 2003 per il "Population and Development Program" dell'Hampshire College che i progressi nella diagnosi gentica di preimpianto (PGD) stanno spostando l'intera società verso una "nuova era eugenetica" e che, a differenza degli eugenetici nazisti, la moderna eugenetica viene guidata dal consumatore e dal mercato dove i bambini vengono sempre più considerati come dei semplici "prodotti" di consumo creati su ordinazione.
In un articolo giornalistico del 2006 Richard Dawkins ha affermato che la discussione riguardante l'eugenetica è stata inibita dall'ombra dello sfruttamento nazista, nella misura in cui alcuni scienziati non ammetterebbero mai che l'"allevamento di esseri umani" per indurre ad una maggiore probabilità di certe abilità siano possibili. Egli ritiene che ciò non sia fisicamente diverso dall'allevamento di animali domestici al fine di fargli assumere tratti caratteristici come la velocità nella corsa o l'abilità nell'allenamento.
Dawkins ritiene che sia trascorso un tempo sufficiente per poter chiedere almeno quali siano le differenze etiche tra l'allevamento animale atto a produrre certe abilità e l'addestramento degli atleti o alla costrizione per i bambini a sottoporsi a lezioni di musica, anche se potrebbe pensare a motivazioni persuasive per trarne una distinzione.
Nell'ottobre del 2015 il Comitato internazionale di bioetica dell'UNESCO ha scritto che i problemi etici sorti dallo sviluppo dell'ingegneria genetica e della terapia genica non dovrebbero essere confusi con i problemi di eticità rivolti ai movimenti eugenetici del XX secolo. Tuttavia la questione rimane problematica in quanto sfida l'idea dell'uguaglianza umana ed apre a nuove forme di discriminazione e stigmatizzazione per coloro che non vogliono o non possono permettersi l'utilizzo della nuova tecnologia.
Il transumanesimo viene spesso associato all'eugenetica, anche se la maggior parte dei transumanisti che hanno opinioni analoghe si allontanano dal termine "eugenetica" (preferendovi quelli di "scelta germinale" o "riprogenetica"); questo per evitare che la loro posizione venga confusa con le teorie e le pratiche oramai del tutto screditate dei movimenti eugenetici del XX secolo.
Lo screening di diagnosi prenatale può essere considerato come una forma di eugenetica contemporanea in quanto può condurre a prevenire la nascita di un figlio con tratti e caratteristiche psicofisiche "indesiderate" (ad esempio per quanto riguarda la sindrome di Down).
Oltre alla succitata sterilizzazione chirurgica o farmacologica delle persone con menomazioni fisiche o psichiche, ipotetici strumenti di Selezione genetica possono essere considerati:
- la manipolazione eugenetica del DNA;
- l'utilizzo di banca del seme o dell'embrione, o la moltiplicazione di questi mediante FIVET (fecondazione in vitro), se utilizzati al fine di conservare e diffondere i patrimoni genetici di "migliore qualità".

### Il dibattito in Italia
Recentemente il termine eugenetica è stato anche ripreso da politici ed esponenti cattolici e conservatori per etichettare in modo negativo anche le tecniche di diagnosi preimpianto dell'embrione nei casi di fecondazione assistita e riguardo ai casi di aborto terapeutico.
L'ordinamento italiano, con la legge 40/2004, ha ritenuto in linea di principio inammissibili alcune pratiche in materia di procreazione medicalmente assistita:
(art.13 comma 2)
(art.13 comma 3b)
Nella stessa ottica, la legge n. 40 del 2004, art. 1 e art. 4 comma 1, vietano il ricorso alla fecondazione assistita ai portatori sani di malattie genetiche. La fecondazione è ammessa nei soli casi di sterilità e infertilità di uno dei partner.
Il 24 settembre 2007 il Tribunale di Cagliari ha emesso una sentenza, provocando lo sdegno della Conferenza Episcopale Italiana, a favore di una donna che, due anni prima, aveva chiesto di poter eseguire la diagnosi preimpianto prima di procedere con le tecniche di fecondazione in vitro perché portatrice di talassemia, malattia molto diffusa in Sardegna, al pari del diabete mellito.
Tale sentenza veniva confermata dal TAR Lazio, con sentenza 398/08 la quale dichiarava illegittimo il divieto di diagnosi preimpianto previsto dalle "Linee Guida Ministeriali" (adottate con D.M 21.7.2004) a meno che tale tecnica non avesse carattere sperimentale ovvero specifica finalità eugenetica (nel senso di tecniche volte alla selezione della razza umana).
Nella sentenza 398/08 venivano anche sollevate le questioni di legittimità costituzionale e successivamente accolte dalla Corte costituzionale - con sentenza 151/09 - che ha previsto la possibilità di inseminare un numero di embrioni adeguato al caso concreto - valutato in scienza e coscienza dal medico curante - e di crioconservare gli embrioni che non risultasse opportuno trasferire immediatamente nell'utero materno, quando ciò comportasse un rischio per la salute della donna e dei concepiti).
Il caso è stato oggetto di particolare attenzione da parte dei giuristi, alla luce della delicatezza degli interessi toccati e della emblematica vicenda umana, segnata dalla condizione della donna, attrice nel processo, prostrata da precedenti interventi abortivi dovuti alle annunciate malattie del concepito. La decisione è fondata nel rinvenimento di un'identità nelle finalità della diagnosi prenatale ex l.194/78 e della diagnosi dell'embrione in vitro, pure consentita dalla citata legge 40.
Ritenuto pertanto che deve prevedersi identico trattamento (ex art. 3 Cost.) al feto in fase prenatale ante 90º giorno e all'embrione concepito in vitro, si dà la possibilità alla madre di evitare l'impianto dell'embrione talassemico (ex art.32 Cost.). Con la decisione del giudice infatti, l'ospedale e il medico incaricato controlleranno lo stato dell'embrione, verificando se può essere colpito da talassemia. Solo nel caso in cui l'embrione sia sano il medico procederà all'impianto e alla gravidanza.

## Significati e tipi

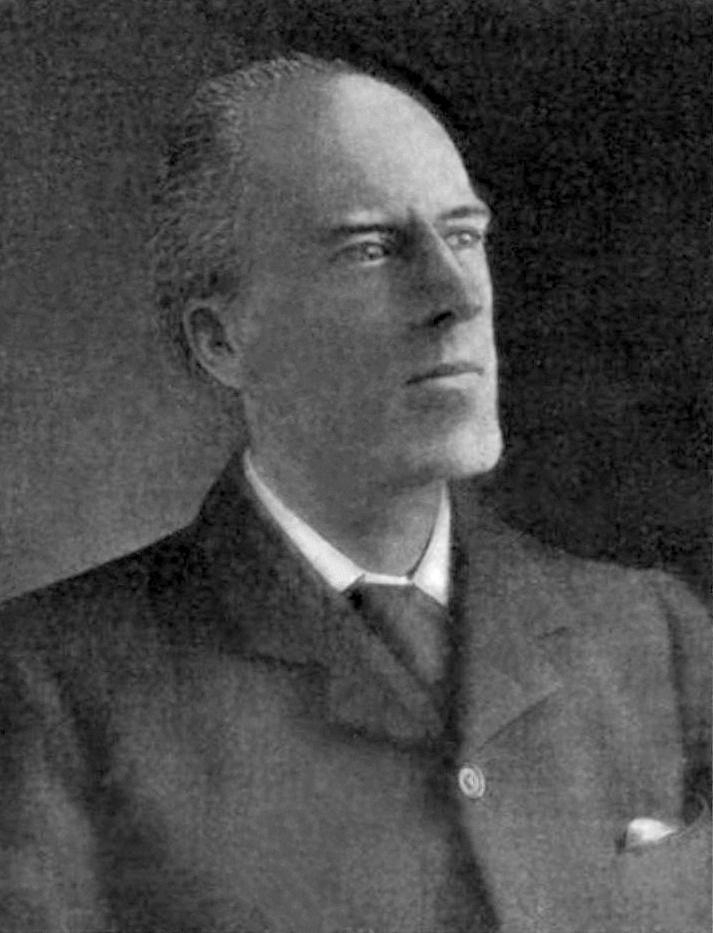
Karl Pearson nel 1912.

Il termine eugenetica e il suo moderno campo di studio furono formulati per la prima volta, come detto, da Francis Galton nel 1883, ispirandosi ai recenti lavori del suo parente Charles Darwin; Galton pubblicò le proprie osservazioni e conclusioni nel libro intitolato Inquiries into Human Faculty and Its Development (Ricerche sulla facoltà umana e sul suo sviluppo). Le origini del concetto ebbero il loro input di avvio con alcune interpretazioni dell'ereditarietà di Gregor Mendel e delle teorie riguardanti la biologia evolutiva del tedesco August Weismann.
La parola eugenetica deriva dalla parola greca eu ("buono" o "sano") e dal suffisso -genēs ("nato") e venne coniata da Galton nel 1883 in Inquiries into human faculty and its development per sostituire la parola "viricultura", che aveva usato in precedenza ma che subì la derisione quasi generale per la percezione di palesi connotazioni sessuali. Galton definì l'eugenetica come "lo studio di tutte le opere sotto il controllo umano che possono migliorare o compromettere la qualità razziale delle generazioni future", con l'intenzione di applicarla agli esseri umani sullo stesso modello della selezione del bestiame da fattoria.
Storicamente il termine si è riferito a tutto ciò che riguarda la cura prenatale delle madri, fino alla sterilizzazione obbligatoria e all'eutanasia. Per gli esperti di genetica delle popolazioni il termine ha finito per includere l'evasione dall'inincrocio senza però alterare le frequenze delle allele; per esempio John Burdon Sanderson Haldane ha scritto che "l'automobile a motore, spezzando l'isolamento innato delle comunità di villaggio, è stato un potente agente eugenetico". Il dibattito su ciò che si può esattamente considerare come eugenetica continua ancor oggi.
Il giornalista ebreo-americano Edwin Black, autore di War Against the Weak, sostiene che l'eugenetica viene spesso considerata essere una pseudoscienza perché ciò che viene definito come miglioramento genetico di un tratto desiderato è spesso considerato una scelta culturale piuttosto che una questione che può essere determinata mediante un'indagine scientifica oggettiva.
L'aspetto maggiormente controverso dell'eugenetica è stato sicuramente la definizione di "miglioramento" del pool genico umano, come quella che viene considerata una caratteristica benefica in opposizione a ciò che viene interpretato come un "difetto". Quest'aspetto dell'eugenetica è stato storicamente contaminato dal razzismo scientifico.

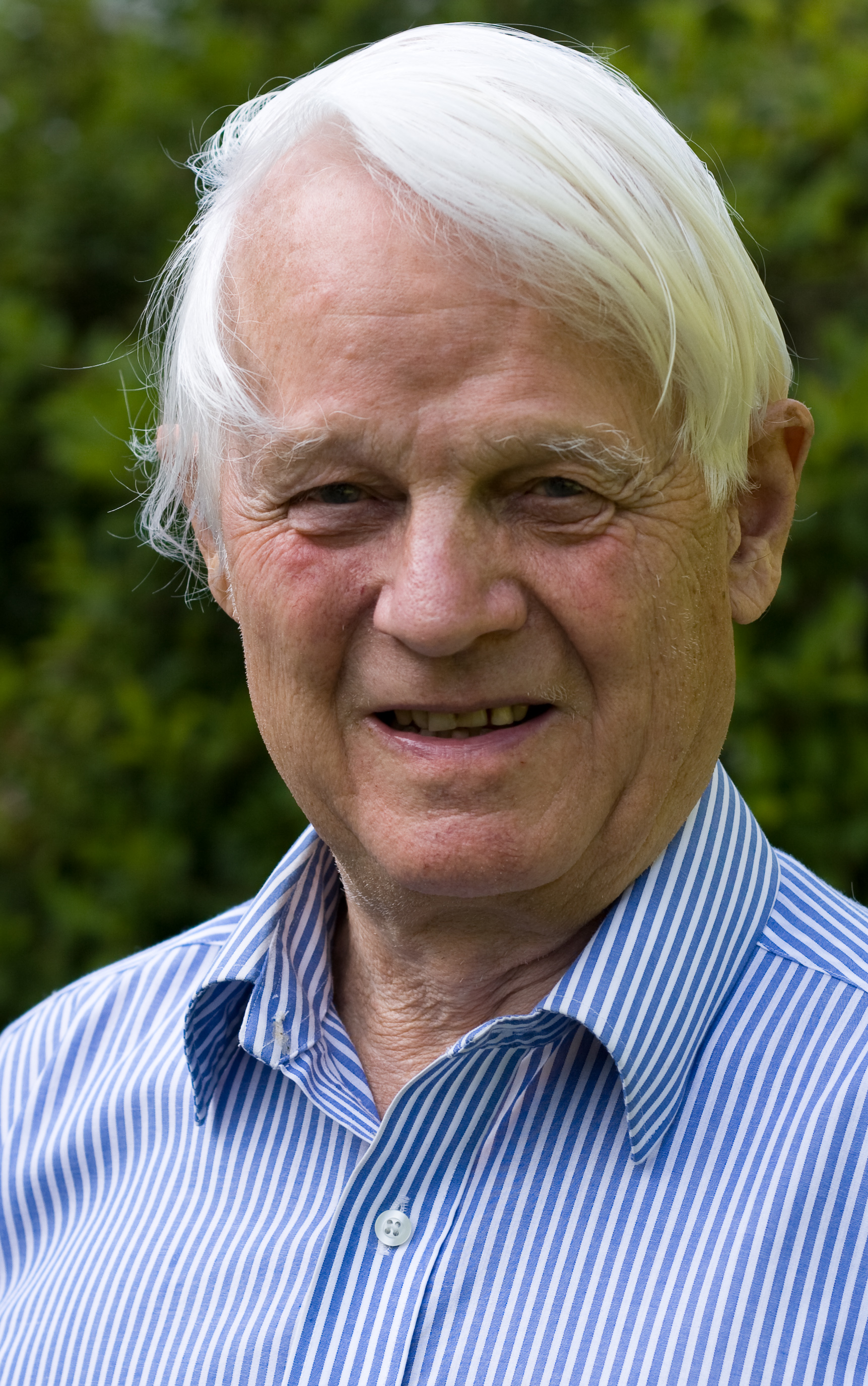
Psicologo accademico con più di 22 mila citazioni e fondatore dell'Ulster Institute for Social Research, Richard Lynn.

I primi eugenetici erano prevalentemente preoccupati del fatto rappresentato dalla percezione del QI (quoziente d'intelligenza) tra la popolazione, che spesso era fortemente correlato con il ceto sociale di appartenenza. Alcuni di questi primi eugenetici includono Karl Pearson e Walter Weldon, che hanno lavorato su questo argomento presso l'University College.
L'eugenetica ha avuto anche un posto in medicina; nella sua conferenza intitolata "Darwinism, Medical Progress and Eugenics" Pearson ha affermato che tutto quello che riguarda l'eugenetica è entrato nel campo medico. Fondamentalmente egli ha posto le parole eugenetica e medicina in uno stato di equivalenza; fu sostenuto in parte dal fatto che Galton, il padre dell'eugenetica, aveva anche una formazione medica.
Le politiche eugenetiche sono state fondamentalmente suddivise in due categorie principali. La prima è l'eugenetica positiva mirante ad incoraggiare la riproduzione dei "migliori" (quelli geneticamente avvantaggiati) - per esempio la riproduzione dell'intelligenza, della salute e finanche del successo sociale - e gli approcci possibili possono includere gli stimoli finanziari e politici, le analisi demografiche mirate, la fecondazione in vitro, il trapianto di ovulo e la clonazione umana.
Il film Gattaca fornisce un esempio fittizio di una società distopica che utilizza l'eugenetica per decidere cosa sei più bravo a fare e di conseguenza il tuo posto assegnato nel mondo.
L'eugenetica negativa è invece quella mirante ad eliminare, attraverso la sterilizzazione o la segregazione razziale, tutti quegli esseri umani ritenuti - per vari motivi - fisicamente, mentalmente o moralmente "indesiderati" ed intrinsecamente difettosi; ciò può includere l'aborto forzoso, la sterilizzazione obbligatoria e altri metodi di pianificazione familiare.
Sia l'eugenetica positiva sia quella negativa possono risultare coercitive; l'aborto per le donne adulte di "razza ariana", per esempio, era vietato nella Germania nazista.
L'autore e giornalista statunitense Jon Entine sostiene che l'eugenetica significa semplicemente "buoni geni" e che utilizzarla come sinonimo di genocidio è una distorsione troppo comune della storia sociale della politica genetica negli Stati Uniti d'America; secondo Entine l'eugenetica si è sviluppata direttamente dall'"Era progressista" statunitense (1890-1920) e non dalla soluzione finale della questione ebraica di Adolf Hitler.

### Metodi di attuazione
Secondo Richard Lynn, professore emerito di psicologia all'"Ulster University", l'eugenetica può essere suddivisa in due categorie principali basate sui modi in cui i metodi eugenetici possono essere applicati.
1. Eugenetica Classica
  1. Eugenetica negativa mediante fornitura di informazioni e servizi, vale a dire riduzione della gravidanza e della nascita non pianificata[187]
    1. Campagna "Basta dire no" ("Just say no" campaigns) o educazione sessuale all'astinenza[188]
    2. Educazione sessuale obbligatoria nelle scuole[189]
    3. Centri di sessualità di base scolastici[190]
    4. Promozione dell'uso della contraccezione attiva[191]
    5. Contraccezione post-coitale o "di emergenza"[192]
    6. Promozione della ricerca per migliorare i contraccettivi già esistenti[193]
    7. Sterilizzazione[194]
    8. L'aborto selettivo[195].

  2. Eugenetica negativa per incentivi, coercizione e costrizione di Stato[196]
    1. Incentivi programmati per la sterilizzazione volontaria ("Project Prevention")[197]
    2. Il "Denver Dollar-a-day program,", pagare cioè le ragazze adolescenti affinché non rimangano incinte[198].
    3. Incentivi nel "welfare" per l'uso della contraccezione femminile[199]
      1. Pagamenti per la sterilizzazione nei paesi in via di sviluppo[200]

    4. Riduzione dei benefici alle madri[201]
    5. Sterilizzazione obbligatoria dei cosiddetti "ritardati mentali"[202]
    6. Sterilizzazione dei criminali, sia donne[203] sia uomini[204].

  3. Permessi per la genitorialità[205][206][207]
  4. Eugenetica positiva[208]
    1. Incentivi finanziari volti ad avere figli ("Baby bonus")[209]
    2. Incentivi selettivi a favore della gravidanza[210]
    3. Tassazione dei celibi e delle nubili[211]
    4. "Obblighi etici" dell'élite[212]
    5. Immigrazione selettiva eugenetica[213].
2. Nuova Eugenetica
  1. fecondazione artificiale da donatore[214]
  2. ovodonazione[215]
  3. Diagnosi genetica prenatale di malattia genetica per porre fine alla gravidanza dei "feti difettosi"[216].
  4. Selezione dell'embrione o "embrioqualità"[217].
  5. Ingegneria genetica[218]
  6. Terapia genica[219]
  7. Clonazione umana[220].

## Argomenti

### Efficacia

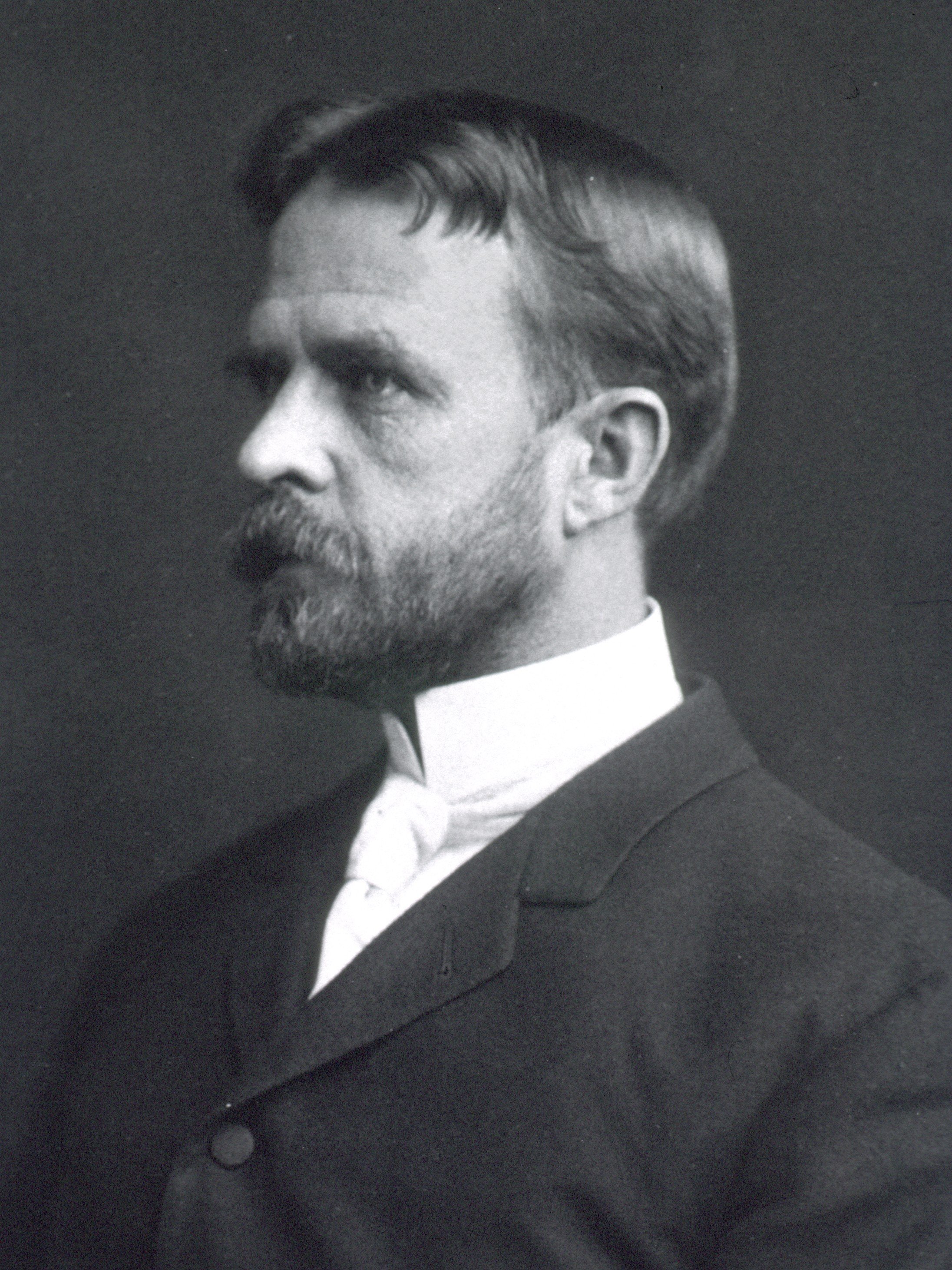
Thomas Hunt Morgan (qui nel 1891) fu sempre un acceso oppositore nei confronti dell'eugenetica, anche se poi gran parte della sua ricerca venne da questa assimilata.

La prima grande sfida per l'eugenetica convenzionale basata sull'eredità genetica fu posta nel 1915 da Thomas Hunt Morgan. Egli dimostrò l'evento della mutazione genetica che si verifica all'esterno dell'ereditarietà e che coinvolse la scoperta della cova di una mosca della frutta (la Drosophila melanogaster) con occhi bianchi da una famiglia con occhi rossi.
Morgan affermò che ciò pertanto dimostrava che i cambiamenti genetici più importanti si verificavano al di fuori dell'ereditarietà e che il concetto di eugenetica basata sull'eredità genetica non era quindi completamente accurato scientificamente. Inoltre Morgan criticò l'opinione secondo cui i tratti soggettivi, come l'intelligenza e la criminalità, fossero causati dall'ereditarietà, poiché credeva che le definizioni di questi tratti variassero e che un lavoro accurato nel campo della genetica avrebbe potuto essere fatto solo quando i tratti studiati fossero stati definiti con precisione.
Malgrado il rifiuto pubblico di Morgan nei confronti dell'eugenetica gran parte della sua ricerca genetica è stata successivamente assorbita dalla stessa eugenetica.
Il "Carrier testing" eterozigote viene attualmente utilizzato per la diagnosi precoce delle malattie ereditarie recessive (vedi dominanza), consentendo in tal maniera alle coppie di determinare se sono a rischio di passare i difetti genetici ad un figlio futuro. L'obiettivo della prova è quello di stimare la probabilità di passare le malattie ereditarie ai futuri discendenti.
I tratti recessivi possono essere seriamente ridotti, ma mai eliminati, a meno che non sia noto il completo comportamento genetico di tutti i membri del pool genico. Poiché solo alcuni tratti indesiderati, come la malattia di Huntington, sono dominanti, ciò potrebbe essere argomentato da alcuni punti di vista che la praticità di "eliminare" i tratti è abbastanza bassa.
Esistono alcuni esempi di atti eugenetici che hanno consentito di abbassare la prevalenza delle malattie recessive, anche se non influenzano la prevalenza dei vettori eterozigoti di tali malattie. La prevalenza elevata di alcune malattie geneticamente trasmesse tra la popolazione ebraica degli Ashkenaziti (la malattia di Tay-Sachs, la fibrosi cistica, la sindrome di Canavan e la malattia di Gaucher) è stata ridotta nelle popolazioni attuali mediante l'applicazione di uno screening genetico.
La pleiotropia si verifica quando un gene si trova ad influenzare molti tratti del fenotipo (vedi carattere (biologia) apparentemente non correlati, ad esempio la Fenilchetonuria, che è una malattia umana che colpisce sistemi multipli ma è causata da un unico gene difettoso. Andrzej Pękalski dell'Università di Breslavia sostiene che l'eugenetica può causare la perdita nociva della diversità genetica se un programma eugenetico sceglie un gene pleiotropico che potrebbe essere associato ad un tratto positivo. Pekalski usa l'esempio di un programma eugenetico governativo coercitivo che vietasse alle persone affette da miopia di generare figli, ciò porterebbe alla conseguenza involontaria di scegliere anche contro l'alta intelligenza dal momento che le due cose vanno statisticamente di pari passo.

### Perdita di diversità genetica
Le politiche eugenetiche potrebbero anche portare alla perdita di diversità genetica fondamentale, nel qual caso un "miglioramento" accettato culturalmente del pool genetico potrebbe risultare essere molto probabilmente - come evidenziato in numerosi casi nelle popolazioni che rimangono a lungo isolate - causa di un'estinzione per colpa di una maggiore vulnerabilità alla malattia, una ridotta capacità di adattarsi al cambiamento ambientale e ad altri fattori sia conosciuti che sconosciuti. Un piano eugenetico a lungo termine a livello di specie potrebbe condurre ad uno scenario simile a questo, poiché l'eliminazione di tratti ritenuti indesiderabili ridurrebbe la definizione stessa di diversità genetica.
Il professore di Economia Edward M. Miller sostiene che in ogni generazione qualsiasi programma realistico dovrebbe fare solo piccoli cambiamenti e soltanto in una piccola frazione del pool genetico, dando così molto tempo per invertire la direzione se emergessero conseguenze impreviste non intenzionali, riducendo la probabilità di eliminazione dei geni considerati invece desiderabili. Miller afferma inoltre che ogni riduzione apprezzabile della diversità è finora solo un'ipotesi lontana nel futuro, pertanto per ora rappresenta solo una preoccupazione minima.
Mentre la scienza della genetica ha sempre fornito mezzi che permettono di individuare e comprendere determinate caratteristiche e condizioni, data la complessità inerente alla genetica umana, alla cultura e soprattutto alla psicologia umana, a questo punto non esistono obiettivi oggettivi concordati per determinare quali tratti potrebbero essere in ultima analisi desiderabili o indesiderabili. Alcune malattie, come l'Anemia drepanocitica e la fibrosi cistica rispettivamente. conferiscono altresì l'immunità nei confronti della malaria e una forte resistenza al colera; questo quando una singola copia dell'allele recessivo è contenuta all'interno del genotipo dell'individuo. Pertanto ridurre la forza genica nei confronti di questo tipo di anemia nel continente africano - dove la malaria è una malattia comune e mortale - potrebbe avere seri effetti negativi fino alle estreme conseguenze.
Tuttavia alcuni tipi di malattia genetica producono nell'opinione pubblica l'effetto di considerare positivamente almeno alcuni elementi dell'eugenetica.

### Etica
Le conseguenze sociali e politiche dell'eugenetica richiedono un posto nella discussione sull'etica che sta dietro al movimento eugenetico.
Molte delle preoccupazioni etiche riguardanti l'eugenetica sorgono dal suo controverso passato, provocando una discussione su quale posto, se è il caso, dovrebbe avere in un immediato futuro. I progressi compiuti in campo scientifico hanno cambiato anche l'eugenetica. In passato, l'eugenetica aveva più a che fare con la sterilizzazione e le leggi di riproduzione forzata.
Oggi, nell'età in cui il genoma viene progressivamente mappato, gli embrioni possono essere testati per la loro suscettibilità alle malattie, al sesso e ai difetti genetici e metodi alternativi di riproduzione, come la fecondazione in vitro, stanno diventando più comuni. Pertanto l'eugenetica non è più solo una regolazione "ex post facto" dell'azione su persone già vive ma anzi è diventata una possibile predeterminazione sulle caratteristiche del nascituro.
Con questo cambiamento, però, ci sono preoccupazioni etiche che non hanno un'adeguata attenzione e che devono essere affrontate prima che le politiche eugenetiche possano essere correttamente implementate in futuro. Gli individui sterilizzati, ad esempio, potrebbero dichiararsi volontari per la procedura, sebbene sotto l'incentivo o la durata, o almeno possono esprimere la loro opinione. Il feto non ancora nato, invece, su cui vengono eseguite queste nuove procedure eugenetiche non può parlare, poiché il feto manca della voce per consentire o per esprimere una sua propria opinione.
I filosofi non sono d'accordo sul quadro adeguato più adatto per ragionare su tali azioni, che cambiano l'identità stessa e l'esistenza delle persone future.
Vi sono ad esempio anche coloro che si oppongono ai tentativi di curare la sordità, credendo invece che questa debba essere definita in termini di "caratteristica culturale" e non come una malattia; altri hanno iniziato a sostenere l'idea per esempio ch'essa possa fornire anche alcuni vantaggi, spesso definiti come "guadagni sordi" (Deaf Gain).

#### Oppositori

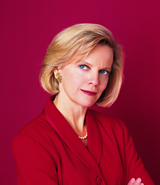
Lori Andrews si oppone all'eugenetica

Una critica comune rivolta all'eugenetica è che "conduce inevitabilmente a misure non etiche".
Alcuni temono addirittura una futura "guerra eugenetica" (vedi Biopolitica) come lo scenario peggiore: il ritorno della discriminazione genetica e della violazione dei diritti umani, come la sterilizzazione obbligatoria di persone con difetti genetici, l'istituzionalizzazione forzata dei "diversi" e l'eutanasia, ma in particolar modo la segregazione razziale e il genocidio di quelle "razze" percepite come inferiori.
Il professor George J. Annas e la professoressa di biotecnologia Lori Andrews sono degli eminenti sostenitori della posizione che afferma che l'uso di queste tecnologie potrebbe portare ad una tale casistica umana da postumanesimo con relativa "guerra delle caste".
Nel suo libro del 2003 intitolato Enough: Staying Human in an Engineered Age, ("Abbastanza: rimanere umani in un'epoca progettata"), l'esperto di etica ambientale Bill McKibben ha sostenuto la sua ferma opposizione contro la tecnologia di scelta germinale e altre strategie biotecnologiche avanzate per il miglioramento umano. Egli scrive che sarebbe moralmente sbagliato per gli esseri umani manipolare gli aspetti fondamentali di se stessi (o dei loro figli) nel tentativo di superare i limiti umani universali, come la vulnerabilità all'invecchiamento, la durata massima della vita e le limitazioni biologiche sulla capacità fisica e cognitiva.
I tentativi di "migliorare" se stessi attraverso una tale manipolazione eliminerebbero le limitazioni che forniscono un contesto necessario per l'esperienza di una scelta umana significativa (il senso della vita). Egli afferma inoltre che le vite umane non sembrano più significative in un mondo in cui tali limitazioni potrebbero essere superate attraverso la tecnologia.
Anche l'obiettivo di utilizzare la tecnologia di scelta germinale per scopi chiaramente terapeutici dovrebbe essere immediatamente abbandonato, in quanto produrrebbe inevitabilmente tentazioni di manomissione di caratteristiche individuali come le capacità cognitive. Egli afferma infine che è possibile che le società beneficino nel rinunciare a tecnologie particolari, usando come esempi la dinastia Ming cinese, lo shogunato Tokugawa giapponese e gli Amish contemporanei.

#### Sostenitori

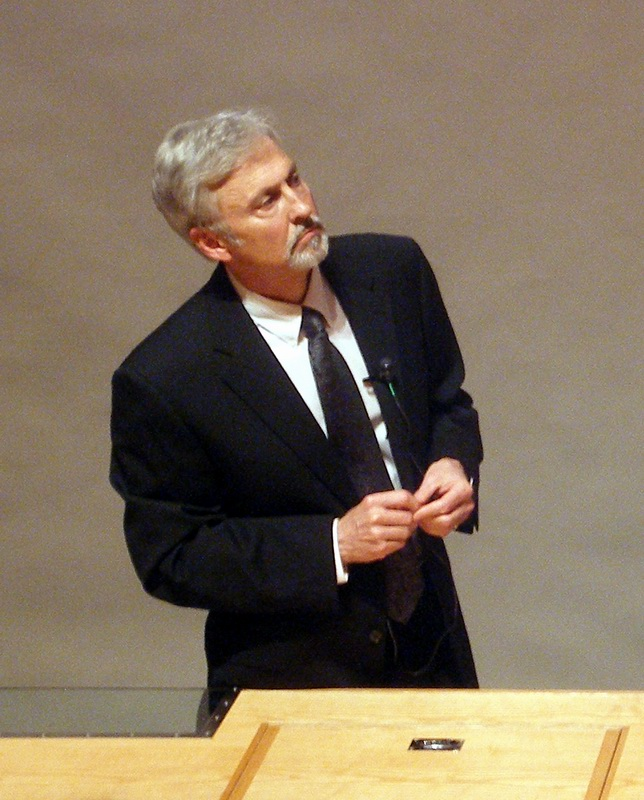
Allen Buchanan invece sostiene l'eugenetica.

Alcuni, ad esempio lo storico statunitense Nathaniel C. Comfort dell'Università Johns Hopkins, sostengono che il mutamento in direzione dei diritti riproduttivi (decisionali-genetici) come scelta individuale hanno moderato i peggiori abusi dell'eugenetica trasferendo il processo decisionale dallo Stato direttamente al paziente e alla sua famiglia.
Comfort suggerisce che "l'impulso eugenetico ci spinge ad eliminare le malattie, vivere più a lungo e più sani, con una maggiore intelligenza e un migliore adeguamento alle condizioni in mutazione della società, oltre ai benefici per la salute; l'eccitazione intellettuale e i profitti della bio-medicina genetica sono troppo grandi per noi da non poter fare altrimenti".
Altri, come l'esperto di bioetica Stephen Wilkinson dell'"Università Keele" e la ricercatrice Eve Garrard, membro onorario dell'Università di Manchester ed esponente del "neoumanesimo", affermano che alcuni aspetti della genetica moderna possono essere classificati come eugenetici, ma che questa classificazione non rende inevitabilmente immorale la genetica moderna. In una pubblicazione congiunta essi affermavano che "l'equilibrio non sembra sempre essere immorale e, quindi, il fatto che la "Diagnosi Genetica Preimpianto" (PGD) ed altre forme di riproduzione selettiva che possono talvolta tecnicamente essere eugenetiche non rappresenta un argomento sufficiente per dimostrare che sono sbagliate".
Nel loro libro pubblicato nel 2000, From Chance to Choice: Genetics and Justice, i bioetici Allen Buchanan, Dan W. Brock, Norman Daniels e Daniel I. Wikler hanno sostenuto che le società liberali hanno l'obbligo di incoraggiare la più ampia possibilità di adottare tecnologie di valorizzazione eugenetica (in quanto tali politiche non violano i diritti riproduttivi degli individui e non esercitano pressioni indebite sui genitori potenziali ad utilizzare queste tecnologie) al fine di massimizzare la salute pubblica e ridurre al minimo le disuguaglianze che possono derivare sia dalle dotazioni genetiche naturali che dall'accesso ineguale ai miglioramenti genetici.
La "posizione originaria", una situazione ipotetica sviluppata dal filosofo statunitense John Rawls, è stata utilizzata come argomento a favore dell'eugenetica negativa.
Alcuni hanno utilizzato la frase "l'eugenetica dev'essere per forza un male in quanto è stata strettamente collegata al nazionalsocialismo" come un tipico esempio della falsità dell'associazione conosciuta come Reductio ad Hitlerum; la stigmatizzazione dell'eugenetica derivante da quest'affermazione d'altro canto non ha frenato in assoluto l'applicazione delle tecnologie mediche atte a ridurre l'incidenza di difetti alla nascita né tantomeno la ricerca sulle sue cause.

## Neanderthal
Le caratteristiche dell'Homo neanderthalensis non interessarono agli eugenetici del XIX secolo. Uno studio genetico condotto nel 2010 dalla Società Max Planck verificò i probabili incroci (vedi meticcio) avvenuti tra questo e l'uomo di Cro-Magnon nel continente europeo (ma non in Africa); la conclusione suggerisce che un tale capitale genetico accumulato possa aver dato un tocco di originalità agli antenati degli attuali cittadini europei.
Non si conoscono con precisione le ragioni dell'ibridazione, tuttavia si sa che gli orientamenti culturali dei due gruppi differivano in quanto il Cro-Magnon seppelliva i suoi morti assieme ad utensili e strumenti da disegno, mentre Neanderthal con strumenti atti a produrre suoni musicali. L'ipotesi di una selezione sessuale in relazione all'esotismo rimane comunque aperta.

## Nella cultura di massa
A partire dal 1985 circa, in alcuni circoli informatici (Usenet), cominciarono a diffondersi le storie di individui che, scherzosamente, hanno contribuito al miglioramento della razza umana attraverso l'autoestinzione (vedi Movimento per l'estinzione umana volontaria), e quindi meritevoli di un premio Darwin.
Ai gruppi di discussione, nel 1993, si aggiunse anche un sito web, e, successivamente, a partire dal 2000, una serie di libri dell'autrice Wendy Northcutt.
Il criterio di merito stabilisce che: "nello spirito di Charles Darwin, i Premi Darwin ricordano quegli individui che difendono il nostro patrimonio genetico attraverso l'estremo sacrificio della propria vita. I vincitori del Premio Darwin si autoestinguono con modalità incredibilmente deficienti e pertanto aumentano le probabilità di sopravvivenza a lungo termine della nostra specie".

### Storia dell'eugenetica (titoli accademici)
- Carlson, Elof Axel, The Unfit: A History of a Bad Idea, Cold Spring Harbor NY, Cold Spring Harbor Press, 2001, ISBN 0-87969-587-0.
- Ruth C. Engs, The Eugenics Movement: An Encyclopedia, Westport CT, Greenwood Publishing, 2005, ISBN 0-313-32791-2.
- Farrall, Lyndsay, The origins and growth of the English eugenics movement, 1865–1925, Garland Pub, 1985, ISBN 978-0-8240-5810-4.
- Daniel J. Kevles, In the Name of Eugenics: Genetics and the Uses of Human Heredity, University of California Press, 1985, ISBN 978-0-520-05763-0.
- Mark Largent, Breeding Contempt: The History of Coerced Sterilization in the United States, New Brunswick, Rutgers University Press, 2008, ISBN 978-0-8135-4183-9.
- Leon, Sharon M. (2013). An Image of God: The Catholic Struggle with Eugenics. Chicago: University of Chicago Press.
- Samuel J. Redman, Bone Rooms: From Scientific Racism to Human Prehistory in Museums, Cambridge, Harvard University Press, 2016, ISBN 978-0-674-66041-0.
- United States Holocaust Memorial Museum, Deadly medicine: creating the master race, su ushmm.org, 2004 (archiviato dall'url originale il 4 settembre 2013).
- Diana Wyndham, Eugenics in Australia : striving for national fitness, London, Galton Institute, 2003, ISBN 978-0-9504066-7-1.

### Storia dell'ereditarietà umana
- Elazar Barkan, The retreat of scientific racism: changing concepts of race in Britain and the United States between the world wars, New York, Cambridge University Press, 1992.
- Elizabeth Ewen e Stuart Ewen, Typecasting: On the Arts and Sciences of Human Inequality, 1st, New York, Seven Stories Press, 2006, ISBN 978-1-58322-735-0.
- Stephen Jay Gould, The mismeasure of man, New York, Norton, 1981, ISBN 0-393-01489-4.
- Aaron Gillette, The Nature-Nurture Debate in the Twentieth Century, New York, Palgrave Macmillan, 2007, ISBN 978-0-230-10845-5.

### Critiche all'eugenetica
- Philipp Blom, The Vertigo Years: Change and Culture in the West, 1900–1914, Toronto, McClelland & Stewart, 2008,  pp.  335.–6, ISBN 978-0-7710-1630-1.
- Dinesh D'Souza, The End of Racism: Principles for a Multicultural Society, New York, Free Press, 1995, ISBN 0-02-908102-5.
- David Galton, Eugenics: The Future of Human Life in the 21st Century, London, Abacus, 2002, ISBN 0-349-11377-7.
- Jonah Goldberg, Liberal Fascism: The Secret History of the American Left, from Mussolini to the Politics of Meaning, 1st, New York, Doubleday, 2007, ISBN 0-385-51184-1.
- Jay Joseph, The Gene Illusion: Genetic Research in Psychiatry and Psychology Under the Microscope, New York, Algora, 2004, ISBN 978-0-87586-343-6 (archiviato dall'url originale il 12 maggio 2009).
- Joseph J, The 1942 'euthanasia' debate in the American Journal of Psychiatry, in History of Psychiatry, vol. 16, 62 Pt 2, giugno 2005,  pp. 171-9, DOI:10.1177/0957154x05047004, PMID 16013119.
- Jay Joseph, The Missing Gene: Psychiatry, Heredity, and the Fruitless Search for Genes, New York, Algora, 2006, ISBN 978-0-87586-410-5 (archiviato dall'url originale il 17 aprile 2009).
- Anne Kerr e Tom Shakespeare, Genetic Politics: from Eugenics to Genome, Cheltenham, New Clarion, 2002, ISBN 978-1-873797-25-9.
- Gina Maranto, Quest for perfection: the drive to breed better human beings, New York, Scribner, 1996, ISBN 0-684-80029-2.
- Nancy Ordover, American Eugenics: Race, Queer Anatomy, and the Science of Nationalism, Minneapolis, University of Minnesota Press, 2003, ISBN 0-8166-3559-5.
- Shakespeare, Tom, Back to the Future? New Genetics and Disabled People, in Critical Social Policy, vol. 46, 44–45, 1995,  pp. 22-35, DOI:10.1177/026101839501504402.
- Andrea Smith, Conquest : sexual violence and American Indian genocide, Cambridge, Massachusetts, South End Press, 2005, ISBN 978-0-89608-743-9.
- Wahlsten D, Leilani Muir versus the philosopher king: eugenics on trial in Alberta, in Genetica, vol. 99, 2–3, 1997,  pp. 185-98, DOI:10.1007/BF02259522, PMID 9463073.